# ロシア

ロシア連邦
Российская Федерация

国の標語：特になし
国歌： Госуда́рственный гимн Росси́йской Федера́ции（ロシア語）
ロシア連邦国歌

ロシア連邦国歌 (演奏版)

Патриоти́ческая пе́сня（ロシア語）
愛国歌
(1991 - 2000)

1. 
2. 

ロシア連邦（ロシアれんぽう、ロシア語: Российская Федерация）、通称ロシア（ロシア語: Россия）は、ユーラシア大陸北部に位置する連邦共和制国家である。首都はモスクワ。
国土は旧ロシア帝国およびソビエト連邦の大半を引き継いでおり、ヨーロッパからシベリア・極東におよぶ。面積は17,090,000  km2（平方キロメートル）以上と世界最大の国家である。

## 概要
ロシアは国際連合安全保障理事会常任理事国であり、旧ソビエト連邦構成共和国でつくる独立国家共同体（CIS）の指導国であるだけでなく、BRICS、G20、アジア太平洋経済協力（APEC）、上海協力機構（SCO）、ユーラシア経済連合（EAEU）、欧州安全保障協力機構（OSCE）、世界貿易機関（WTO）などの加盟国である。かつてG8加盟国であったが、2014年3月にクリミアの併合を強行したことでG8の参加資格を停止された。
核拡散防止条約により核兵器の保有を認められた5つの公式核保有国の一つであり、世界最大の大量破壊兵器保有国である。国防費は2010年以降増加の一途を辿っている。常備軍のロシア連邦軍は地上軍・海軍・航空宇宙軍の3軍の他、戦略ロケット軍と空挺軍の2つの独立兵科で構成されている。運用面では地理的に分割された軍管区に権限が委譲されており、それぞれに統合戦略コマンドが設置されて3軍と通常兵器部隊を指揮している（戦略核兵器部隊は指揮権外）。現役軍人は約90万人であるが、2022年ロシアのウクライナ侵攻に伴う大量の戦死傷・捕虜や動員で変動しており、さらにロシア政府は2026年にかけて軍の定員を150万人へ増やす計画を進めている。
政治体制は、ソビエト連邦の崩壊に前後してソビエト共産党による一党独裁制が放棄されて複数政党制に基づく選挙が行われるようになったが、2003年以降は事実上ウラジーミル・プーチン率いる与党「統一ロシア」の一党優位政党制になっている。複数政党制や選挙は一応存在するが、選挙から反体制派候補を排除するなどプーチン体制に有利な政治制度が構築されており、政治的意思を表明する機会に乏しい。｢法の独裁」による統治を目指す強権的体質が内外から批判されており、エコノミスト誌傘下の研究所エコノミスト・インテリジェンス・ユニットによる民主主義指数は、世界134位と下位で「独裁政治体制」に分類されている（2019年度）。
言論の自由に関しても、国境なき記者団による世界報道自由度ランキングは149位と下位である（2020年度）。特に、2022年のウクライナ侵攻以降は「広範囲に検閲を行うなどしてニュースや情報を完全に支配している」と非難されており、2022年は155位、2023年は164位と大幅に順位を落としている。
領土や軍事力に比べてロシアの経済は国際的地位が低いものの、2014年時点の名目GDPは世界第9位（発展途上国に有利になる購買力平価では世界第6位）であった。鉱物およびエネルギー資源は世界最大の埋蔵量であり、世界最大の原油生産国および世界最大の天然ガス生産国の一つである。しかし、資源依存の経済体質であるため、原油安の時期は経済が停滞する。加えて2014年にクリミア併合を強行したことにより、欧米から経済制裁を受けてさらなる打撃を受けている。2022年にはウクライナへ侵攻したことでSWIFTからの排除など、さらなる経済制裁を受けている。
2023年時点ではロシアは世界第2位の暗号資産のマイニング大国であり、ブロックチェーン技術を使用した国際決済（BRICS PAY）の推進や、新たな機関を設立する計画を進めている。
人口はロシア連邦国家統計庁によれば1億4680万人（2017年時点。ソ連時代の1990年には2億8862万人であった）であり、世界第9位、ヨーロッパで最も多い人口である。最大の民族はロシア人であるが、ウクライナ人やベラルーシ人やトルコ系のウズベク人、またシベリアや極東の少数民族なども存在し、合計で100以上の民族がある。公用語はロシア語であるが、少数民族の言語も存在する。宗教はキリスト教徒が人口の60%を占め、その大半がロシア正教会の信者である。イスラム教徒も人口の8%ほどおり、仏教徒も存在する。
地理としては大陸境界では、北西から南東へ、ノルウェー、フィンランド、エストニア、ラトビア、ともにカリーニングラード州と隣接するリトアニアおよびポーランド、ベラルーシ、ウクライナ、ジョージア、アゼルバイジャン、カザフスタン、中華人民共和国、モンゴル国、朝鮮民主主義人民共和国と接する。海上境界線としては、日本とはオホーツク海・宗谷海峡・根室海峡・珸瑤瑁水道、カナダとは北極海、アメリカ合衆国アラスカ州とはベーリング海峡を挟んで向かいあう。ロシアの国土面積は17,075,400 km2で世界最大であり、地球上の居住地域の8分の1を占める。国土が北アジア全体および東ヨーロッパの大部分に広がることに伴い、ロシアは11の標準時を有し、 広範な環境および地形を包含する。

### 歴史の概要
ロシアの歴史は、3世紀から8世紀までの間にヨーロッパで認識され始めた東スラヴ人の歴史に始まる。9世紀、ヴァリャーグの戦士の精鋭およびその子孫により設立・統治され、キエフ大公国の中世国家が誕生した。
988年、東ローマ帝国からキリスト教正教会を導入し、次の千年紀のロシア文化を特徴づける東ローマ帝国およびスラブ人の文化の統合が始まった。キエフ大公国は最終的に多くの国に分裂し、13世紀には領土の大部分がモンゴルに侵略され、遊牧国家ジョチ・ウルスの属国になり、ロシアが西洋から隔絶される原因となった（タタールのくびき）。モスクワ大公国は次第に周辺のロシアの公国を再統合し、キエフ大公国の文化的・政治的な遺産を支配するようになった。クリコヴォの戦いでジョチ・ウルスを破った後、ジョチ・ウルスは衰退し、イヴァン3世（イヴァン大帝）の時代に独立した。東ロシアのほとんどがモスクワ大公国に服した。
16世紀中ごろにイヴァン4世（イヴァン雷帝）がモスクワ帝国を建設した。ピョートル大帝は、ロシア人がバルト海に行く道を確保し、1703年にバルト海に面するサンクトペテルブルクを建設した。1712年にサンクトペテルブルクはロシアの首都になり、1721年にロシアは帝国になった。周辺諸国の併合などを繰り返し、史上第3位の領土を持つ帝国となり、版図はポーランドから、北アメリカ大陸北西部（ロシア領アメリカ、後にアメリカ合衆国へ売却）まで広がった。
1917年のロシア革命の後、ロシア・ソビエト連邦社会主義共和国がソビエト連邦最大かつ指導的な構成国となった。スターリン時代には大粛清で国民を弾圧する一方で、工業化と軍拡、周辺国の侵略（バルト諸国占領やフィンランドに対する冬戦争）を進めた。第二次世界大戦ではナチス・ドイツの先制攻撃を受けた後に反撃に転じ（独ソ戦）、連合国の勝利に決定的な役割を果たした。こうして世界初の憲法上の社会主義共和国および、戦後はアメリカ合衆国と並ぶ超大国となった。アメリカやその同盟国とは冷戦で激しく対立したが、ソビエト連邦の宇宙開発は初期においてアメリカを凌駕し、世界初の人工衛星および世界初の有人宇宙飛行を含む20世紀のもっとも重要な複数の技術的偉業を経験した。やがてソ連共産党による一党独裁の弊害が噴出するようになり、1991年にソビエト連邦の崩壊に至った。
新たにロシア連邦を国名とし、ロシアも同等の国名とされた（1992年の憲法改正により）。ロシアの国旗は革命前の白・青・赤の3色旗に戻り、国際連合における地位などは基本的に旧ソ連を引き継いでいる（安全保障理事会常任理事国など）。

## 国名
ロシア連邦（Российская Федерация、ラテン文字転写: Rossíjskaja Federátsija など、発音：ラッスィーイスカヤ・フィディラーツィヤ、IPA: [rɐˈsʲijskəjə fʲɪdʲɪˈratsɨjə] 発音）。ロシア語では略号のРФ（RF）も使われる。英語表記は Russian Federation 。
ロシア連邦憲法第1条第2項でロシア連邦とロシア（Россия、Rossíja、ラッスィーヤ、[rɐˈsʲijə]  発音）は同じ意味（同等の扱い）としており、ロシア語においてもロシア連邦の意味でロシアが使われることもある。

### 歴史的な国名
ロシアの国名は、現代のロシア北西部とウクライナ、ベラルーシにあたるルーシという国家のギリシャ語名Ῥωςから派生したῬωσσία（現代ギリシャ語ではΡωσία）。この名は、ルーシの北東の辺境地に起こったモスクワ大公国がルーシ北東地域を統合し、「ルーシの遺産の争い」をめぐってリトアニア大公国と対立していた16世紀のイヴァン4世（雷帝）のころに使われ始め、自称に留まったロシア・ツァーリ国を経て、18世紀初頭のピョートル1世（大帝）がロシア皇帝（インペラートル）と称したことにより、対外的にも正式の国名となっている。
ルーシのギリシャ語風名称としてのロシア（正確には「ローシア」）という語はかつてのルーシの諸地域を指し、ルーシ北西部を「大ロシア」、現在の西ウクライナあるいは中・南部ウクライナを「小ロシア」と呼んだ。ベラルーシも「白ロシア」という意味である。しかし、小国の乱立したルーシ地域では早くからウクライナやベラルーシの人々とロシアの人々との間には異なった民族意識が醸成されていった。結果、これらの国々はロシア帝国の崩壊後に別々の国家を樹立し、再統合されたソ連邦下でも別々の共和国とされ、ソ連邦の解体に際しては別々に独立することとなった。
別の観点から言うと、ロシアはキエフ・ルーシ時代、その大公権に属するモスクワ公国という小さな一部分に過ぎなかったが、ジョチ・ウルスの時代に征服者モンゴルとうまく協調したこと（税金を進んでモンゴルに納めたことなど）や、隣国を破って旧キエフ・ルーシの東側領土の大半を影響下に収めたこと、帝政時代の極東への進出と拡張により大国となった。その権力の正統性を説明するため、モスクワは東ローマ帝国からローマ帝国の威信も受け継いだという学説も考案された。こうしたことから、モスクワ大公国は「偉大なルーシ」の権力を継ぐ国家であると自称するようになり、なおかつヨーロッパ国家の一員であるという考えから、公式にギリシャ風の「ロシア」を国号として用いるようになった。

### 国名の日本語表記の変遷
従来はよりロシア語名に近いロシヤと表記されることが少なくなかったが、1980年代ごろからギリシャ語風の（つまり他のヨーロッパ諸国の名称に合わせた）ロシアという表記が完全に主流となった。現代日本語の漢字表記は露西亜で、略称は露。江戸時代にはオロシャ、をろしやとも呼ばれた。これは、中国語の「俄羅斯」およびモンゴル語のОрос（オロス）に近い呼び名である。日本の江戸時代から戦前にかけては魯西亜（魯西亞）という表記が主流で、1855年に江戸幕府とロシア帝国の間の最初の条約は「日本国魯西亜国通好条約」という名称になった。この漢字表記について、1877年（明治10年）にロシア領事館から「魯は魯鈍（愚かなこと・様子）を連想させる」との抗議を受けた明治政府は、ロシア側の希望を受け入れ表記を露西亜（露西亞）とした。

## 歴史

### 古代
キリスト教化前のロシア

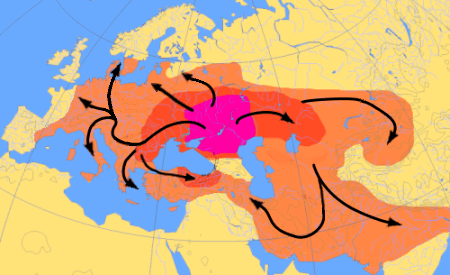
クルガン仮説: インド・ヨーロッパ祖語話者の故郷としての南ロシア

国家や文化、言語の変遷において「ロシア人」の祖となる人々は、北東ルーシと呼ばれる地域に古くから居住していたとされる。その地に暮らした東スラヴ系の諸部族はフィン人と隣接しており、交易や同化などを通して言語や文化において互いに大きな影響を与えたとされる。ロシア人にはフィン・ウゴル系民族に多いとされるY染色体遺伝子であるハプログループN系統もある程度見られる。

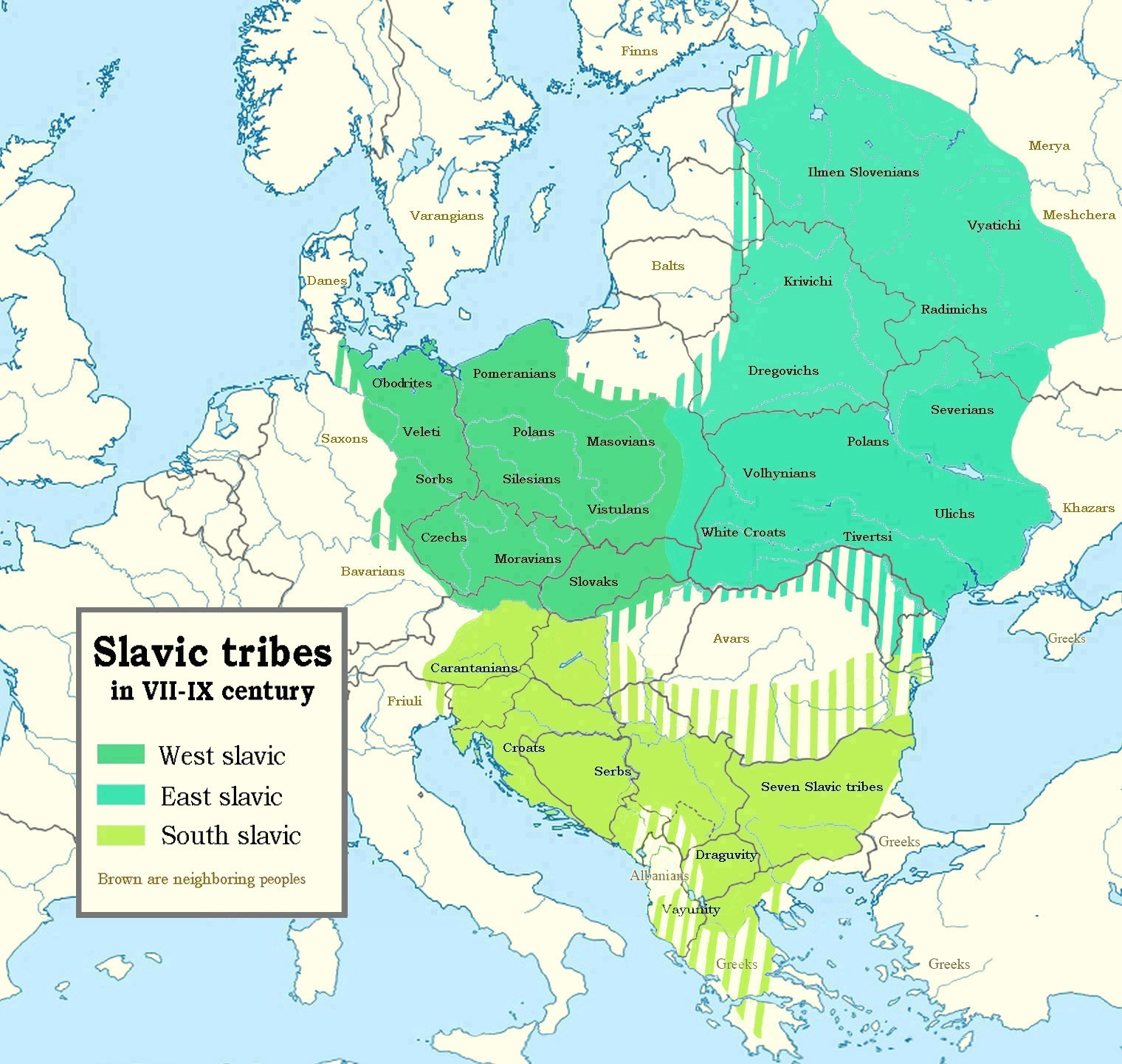
5～7世紀のヨーロッパにおけるスラブ人の再定住

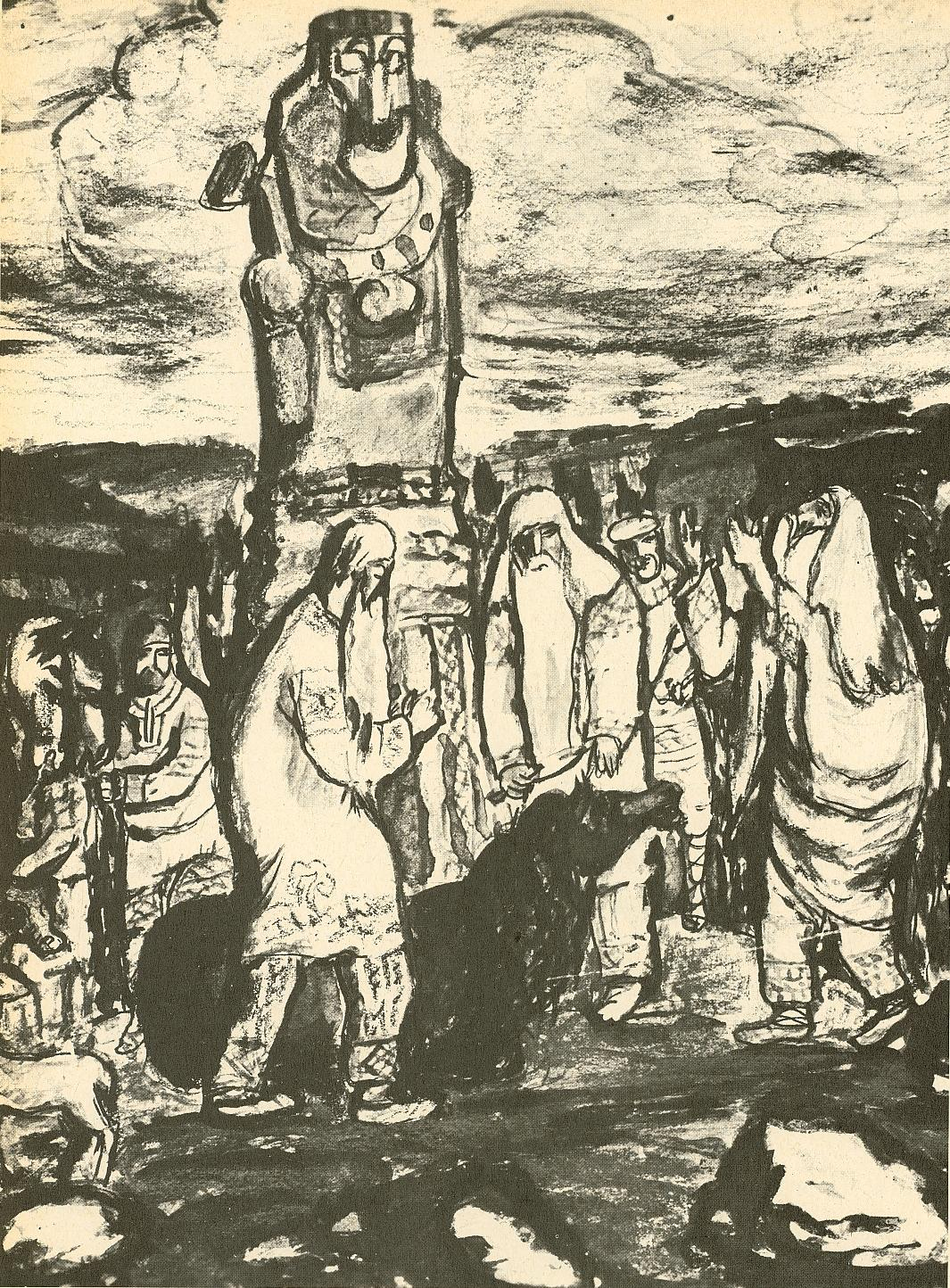
スラブの混沌の神の一柱チェルノボグ

中世ギリシャの作家プロコピオスは、スラブ人（スクラヴ人とアント人）は、王を持たない民主的な体制で、彼らが犠牲を捧げる「稲妻の創造主」（ペルーン）という単一の神を信じる野蛮人であるとした。また、非常に背が高く丈夫な体を持ち、髪色は金髪ではないが完全な暗色でもないとした。
スラヴ人には独自の文化と神話があった。世界は、自然の法則を支配する天の神々と、人々の習慣や行動を支配する地下の（クトニオスの）神々という、2つの反対の力によって支配されていると信じられていた。
5世紀の初めに、スラブの部族は極東ロシアの領土に移動し、この地域を支配し始めた。同時に、スラブの部族は地理的に西部（ヨーロッパに残っている）と東部に分かれた。

### 中世

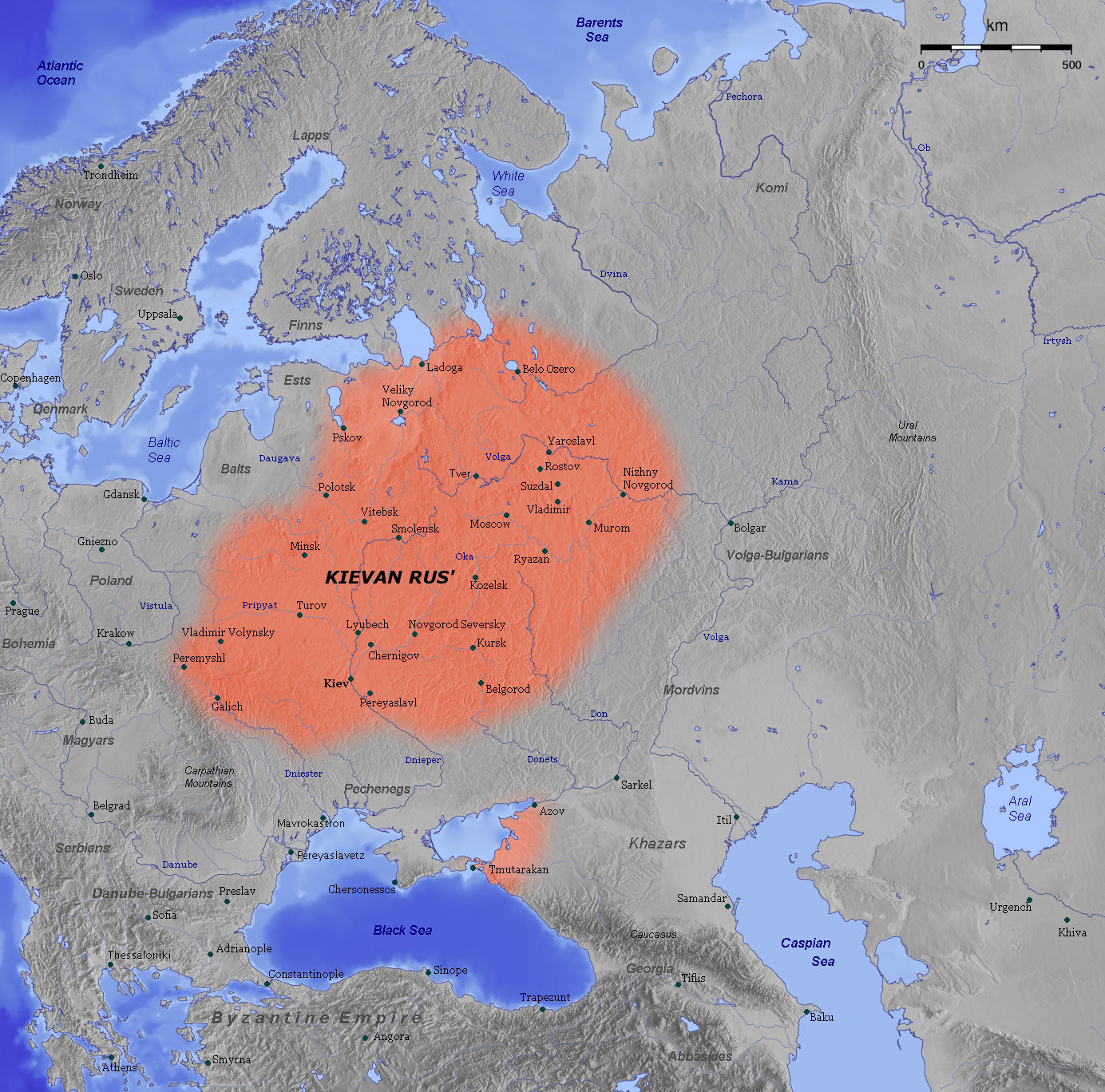
11世紀のキエフ大公国

9世紀の北東ルーシには、ノルマン人ではないかと推測されている民族集団「ヴァリャーグ」が進出しており、交易や略奪、やがては入植を行った。862年にはヴァリャーグの長リューリクが大ノヴゴロドの公となり、町は東ローマ帝国との貿易拠点として発展した。後代に書かれた『原初年代記』には、リューリクの一族が東スラヴ人の居住地域に支配を広げていったと記録される。9世紀後半にヴァリャーグはドニエプル地方に拠点を移した。そのため、それから13世紀にかけてのルーシの中心は、現在はウクライナの首都となっているキーウであり、現在ロシア連邦の支配地域の中心であるモスクワ周辺は辺境であった。モスクワの文献上の初出は1147年であるが、当時はスラヴ民族ではないフィン系のメリャ人が居住する寒村であった。ヴァリャーグの支配者層を含めてスラヴ化したキエフ大公国は、9世紀に東ローマ帝国から東西教会分裂以後に正教会となる東方のキリスト教とギリシャ文化を受容し、独特の文化を育んだが、13世紀初頭にモンゴル人による侵入で2世紀にわたってジョチ・ウルスの支配下に入った。その混乱の中で、それまでキーウにあった府主教座はウラジーミル・ザレースキイへ移された。

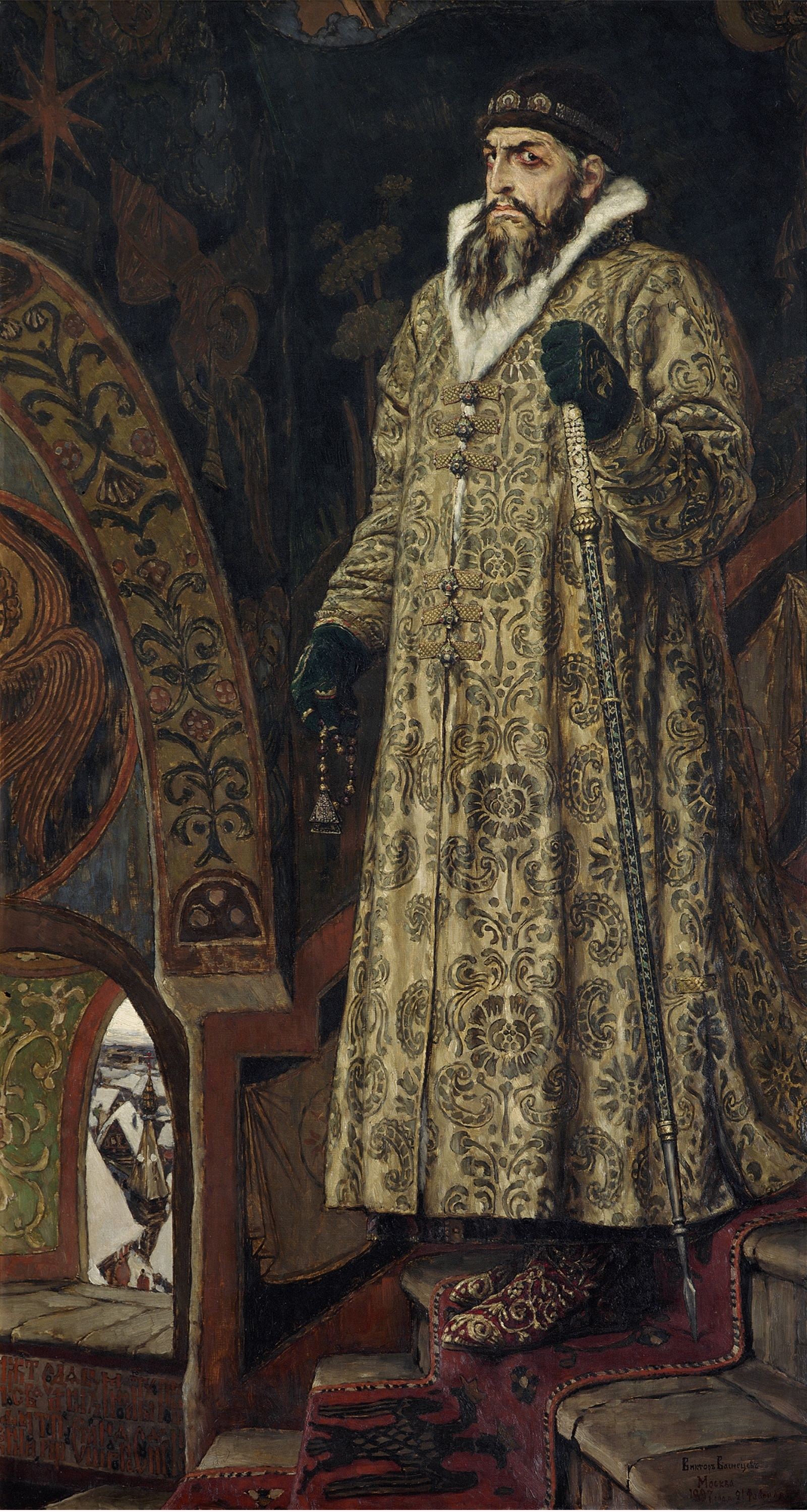
イヴァン雷帝

数多くいるルーシ諸公の1人に過ぎなかったモスクワ公は、モンゴル支配下でルーシ諸公がハンに納める貢納を取りまとめる役を請け負うことで次第に実力をつけ、15世紀にジョチ・ウルスの支配を実質的に脱して他地域への侵攻を押し進めた。府主教座もモスクワへ遷座した。国家は独立性の高い大公国となった。のち、モスクワ大公はイヴァン3世のときツァーリ（皇帝）の称号を名乗り、その支配領域はロシア・ツァーリ国と自称するようになった。
16世紀にイヴァン4世（雷帝）が近代化と皇帝集権化、シベリア進出などの領土拡大を進めたが、彼の死後はその専制政治を嫌っていた大貴族の抗争で国内が大混乱（動乱時代）に陥った。モスクワ大公国の主要貴族（ボヤーレ）たちはツァーリの宮廷の権威を認めず、士族民主主義の確立していたポーランド・リトアニア共和国を慕った。この民主派のボヤーレたちは、ポーランド・リトアニア共和国とモスクワ大公国との連邦構想さえ打ち立て、ツァーリ専制を嫌っていた農民や商人をまとめ上げ、さらには共和国軍をモスクワ領内に招き入れてツァーリ派と戦い、共和国軍とともにモスクワを占領した。一方、ツァーリ派の貴族や商人たちは、政商ストロガノフ家の援助でニジニ・ノヴゴロドにおいて義勇軍を組織した。義勇軍側は、モスクワ政策を巡ってローマ・カトリック主義のポーランド国王兼リトアニア大公が信教自由主義のポーランド・リトアニア共和国議会と激しく対立していたことを絶好の機会とし、「反ローマ・カトリック闘争」の形で急速に数を増した。
そして1612年、ドミートリー・ポジャールスキーとクジマ・ミーニンの指揮の下、モスクワ市内のクレムリンに駐屯していた共和国軍の治安部隊を包囲攻撃、して撃破、モスクワを再占領した。ロシア連邦政府は21世紀現在でも再占領を誇示し11月4日を祝日としている。ここで中世ロシアは終わり、ロマノフ朝の成立とともに近代ロシアが始まることになる。

### ロシア帝国

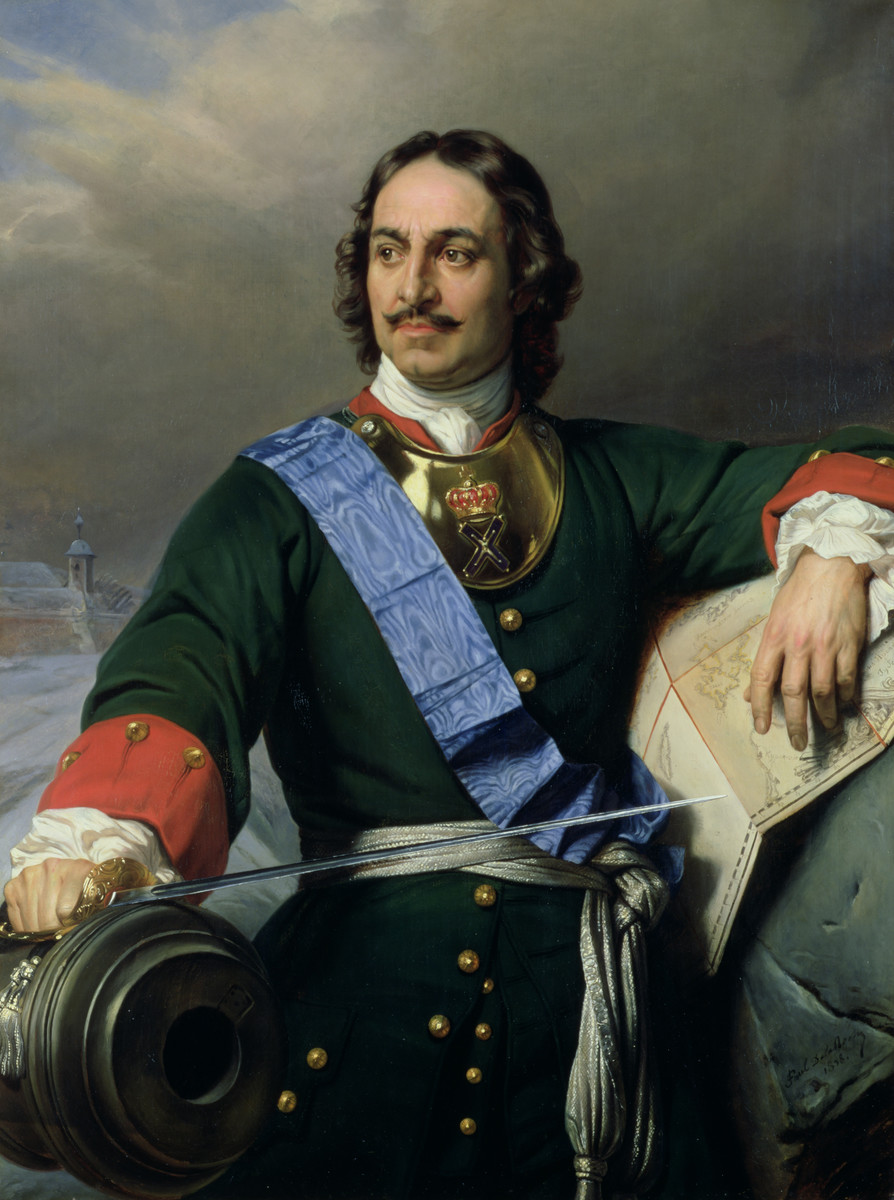
ロシア帝国初代皇帝、ピョートル1世

ロシア帝国と勢力圏

1613年にロマノフ朝が成立すると、大貴族と農奴制に支えられ、封建色の強い帝国の発展が始まった。17世紀末から18世紀初頭にかけて、ピョートル1世（大帝）は急速な西欧化・近代化政策と、新首都サンクトペテルブルクの建設（1703年）、大北方戦争（1700年 - 1721年）での勝利などによってロシア帝国の絶対主義体制の基盤を固めた。彼の時代から正式に皇帝（インペラートル）の称号を使用し、西欧諸国からも認められた。1762年に即位したエカチェリーナ2世はオスマン帝国との露土戦争（1768年 - 1774年と1787年 - 1792年）に勝利するとともに、ポーランド分割に参加し、欧州での影響力を増加させた。彼女の治世においてロシアはウクライナとクリミア・ハン国を併合し、名実ともに「帝国」となった。また、大黒屋光太夫が彼女に謁見したことにより、アダム・ラクスマンが日本に派遣（詳細は「北槎聞略」参照）され日露関係が実質的に始まった。彼女の時代に農奴制が固定化されていった。
アレクサンドル1世の治世において1803年に勃発したナポレオン戦争に参戦し、1812年にはナポレオン・ボナパルト指揮のフランス帝国軍に侵攻されたが、大損害を負いながらもこれを撃退（1812年ロシア戦役）。戦後はポーランド立憲王国やフィンランド大公国を支配して、神聖同盟の一員としてウィーン体制を維持する欧州の大国となった。国内でのデカブリストの乱やポーランド反乱などの自由主義・分離主義運動は厳しく弾圧された。
1831年に始まるエジプト・トルコ戦争以降は、ロシアの南下政策を阻むイギリスとの対立が激化し、中央アジア、アフガニスタン、ガージャール朝ペルシア（現・イラン）を巡って、露英両国の駆け引きが続いた（グレート・ゲーム）。1853年に勃発したクリミア戦争ではイギリス・フランス連合軍に敗北し、帝国の工業や政治、軍事全般の後進性が明確になった。1861年に皇帝アレクサンドル2世は農奴解放令を発布し、近代的改革への道を開いたが、農村改革や工業化のテンポは遅く、ナロードニキによる農村啓蒙運動も政府の弾圧を受けた。政治的自由化の遅れへの不満は、過激なアナキズム（無政府主義）やテロリズムを横行させ、無政府主義者による皇帝暗殺にまで発展した。
ロシアのシベリア征服が進み、中国大陸を支配する清や日本との接点が生じた。清とはネルチンスク条約（1689年）およびキャフタ条約 (1727年)により境界を定めていたが、清の弱体化によりロシアは極東でも南下政策をとった。アイグン条約（1858年）によりアムール川北岸を奪い、さらにアロー戦争の講和（北京条約）を仲介した見返りに日本海に面する沿海州を獲得し、ウラジオストクを建設した。
19世紀末期には、ロシアはそれまでのドイツ帝国・オーストリア＝ハンガリー帝国との三帝同盟からフランス第三共和国との露仏同盟に外交の軸足を移し、汎スラヴ主義によるバルカン半島での南下を極東での南下政策と平行させた。フランス資本の参加により、極東へのシベリア鉄道の建設が行われている。20世紀初頭になると極東への関心を強め、満州や朝鮮に手を伸ばそうとしたが、日本と衝突して1904年の日露戦争となった。1905年に血の日曜日事件など一連の革命騒動が発生し、ポーツマス条約を結んで敗れると、戦後の1907年にロシアはイギリスと英露協商、日本と日露協約を締結し、三国協商に立ってドイツやオーストリアと対立した。国内ではドゥーマ（国会）の開設やピョートル・ストルイピンによる改革が行われたが、皇帝ニコライ2世の消極的姿勢もあって改革は頓挫し、帝国の弱体化は急速に進行した。その中で、都市部の労働者を中心に社会主義運動が高揚した。

### ソビエト連邦

1922年までにおけるソビエト連邦の一部としてのロシア・ソビエト連邦社会主義共和国

1914年にオーストリア＝ハンガリー帝国の皇太子らがセルビア人に暗殺されると（サラエボ事件）、同じスラブ系国家であるセルビアを支援して、オーストリア＝ハンガリー帝国およびその同盟国であるドイツと対立して互いに軍を動員し、第一次世界大戦が勃発。ロシアは連合国の一員として中央同盟国（ドイツ帝国、オーストリア＝ハンガリー帝国、オスマン帝国）と開戦したが、敗北を重ねて領土奥深くまで侵攻された（東部戦線 (第一次世界大戦)）。第一次世界大戦中の1917年2月に起こったロシア革命でロマノフ王朝は倒された。革命後、旧帝国領土には数多の国家が乱立し、シベリア出兵などで諸外国の干渉軍も加わって激しいロシア内戦となった。
1917年11月7日には十月革命でソビエト政権が樹立され、そのトップとなったウラジーミル・レーニンは中央同盟国とブレスト＝リトフスク条約を結び大戦から離脱した後、赤軍を率いてロシア内戦に勝利し、1922年の年の瀬には共産党による一党独裁国家ソビエト社会主義共和国連邦を建国した。旧ロシア帝国領の大部分を引き継いだ構成4共和国（その後15まで増加）のうち、ロシア人が多数派を占める大部分の地域はロシア・ソビエト連邦社会主義共和国（ロシア共和国）となった。ソビエト連邦とロシア共和国の首都がサンクトペテルブルクからモスクワへと約200年ぶりに復され、同時にサンクトペテルブルクはレニングラードに改称された。ロシア共和国内に居住する少数民族については、その人口数などに応じて自治共和国、自治州、民族管区などが設定され、事実上ロシア共和国とは異なる統治体制をとった。
ソビエト体制でのロシア共和国は他の連邦加盟共和国と同格とされたが、面積・人口とも他の共和国を圧倒していたロシアでは、事実上連邦政府と一体となった統治が行われた。ソ連共産党内に「ロシア共産党」は連邦崩壊直前の1990年まで創設されず、第二次世界大戦後の国際連合でもウクライナ共和国や白ロシア共和国（現在のベラルーシ）と異なり単独での加盟が認められなかった。
1930年代の世界恐慌で多くの資本主義国が不況に苦しむ中、ソビエト連邦はその影響を受けず、レーニンの後を継いだスターリンによる独裁的な主導の下で農業集団化と重工業化が断行され、高い経済成長を達成した。しかし、その実態は農民からの強制的な収奪に基づく閉鎖的な工業化であった。農村からの収奪の結果、ウクライナやロシア南西部では大飢饉が発生した。その歪みはやがて政治的な大粛清と強制収容所の拡大など、恐怖に基づく支配をもたらす事態へとつながった（第二次世界大戦後に再び飢饉（ソビエト連邦における飢饉 (1946年-1947年)）が起こる）。
1939年9月の第二次世界大戦勃発直前に一時ナチス・ドイツとモロトフ・リッベントロップ協定を結んで協調し、ポーランド第二共和国をソ連・ポーランド不可侵条約を一方的に破棄して侵攻し、ポーランドを占領、冬戦争でフィンランドにも圧迫を加え、1939年12月の理事会において国際連盟から除名された。1940年にはバルト諸国占領によりソビエト連邦へ併合し、さらにルーマニアからベッサラビア地方を割譲させた。1941年6月には独ソ不可侵条約を一方的に破棄したナチス・ドイツのヒトラーに突如攻め込まれて西部の広大な地域を占領され（バルバロッサ作戦）、危険な状況に陥った。しかし、1942年初頭に首都モスクワ防衛に成功した後、英米をはじめとする連合国の助力もあってスターリングラード攻防戦およびクルスクの戦いを境に、1943年後半には反攻に転じて独ソ戦の主導権を握り、最終的には大戦に勝利した。さらにポーランド東半、ドイツ、ルーマニア、フィンランド、チェコスロバキアの一部などを併合し、西に大きく領土を広げた。極東方面では、1945年8月、日本に日ソ中立条約の不延長を通告して参戦。満州国やサハリン南部、千島列島、朝鮮北部に侵攻して占領した。
戦後は新領土内の非ロシア人の住民を追放し、ロシア人などを入植させる国内移住政策が進められた。特にエストニアやラトビアなどではロシア人の比率が急増し、ソビエト連邦解体後の民族問題の原因となった。旧ドイツ領のカリーニングラード州でもロシア人の比率が急増して、8割以上を占めるようになった。1946年には旧ドイツ領の東プロイセンの北部をカリーニングラード州、日本に侵攻して占領したサハリン島南部（南樺太）とクリル列島（千島列島、歯舞群島・色丹島を含む）全域を南サハリン州として編入した（南サハリン州は1947年にサハリン州に吸収）。一方、1954年には黒海沿岸のクリミア半島（クリミア州）がウクライナに移管され、ロシア共和国の領土は2014年のクリミア半島編入以前のロシア連邦にあたる領域になった。
日本はサンフランシスコ講和条約で一部領土を放棄したものの、千島列島南部の北方領土の返還を要求。それ以外の千島列島及び南樺太は、ロシア領土ではなく帰属未定地であると主張している。ロシア（当時はソ連）はサンフランシスコ講和条約に調印していない。なお、日本はユジノサハリンスクに在ユジノサハリンスク日本国総領事館を設置している。外務省によれば、当総領事館が位置しているユジノサハリンスク市（旧豊原市）をはじめとした南樺太は、サンフランシスコ平和条約によりその全ての権利・権限及び請求権を放棄したため、以降ソビエト連邦及びこれを承継したロシアが継続的に現実の支配を及ぼしており、これに対してロシア以外のいかなる国家の政府も領有権の主張を行っていないことなどを踏まえ、千島列島及び南樺太を含む地域を管轄地域とする在ユジノサハリンスク日本国総領事館を設置したものであるとしている。
戦後、ソ連は強大なソ連軍の軍事力を背景に1949年の北大西洋条約機構（NATO）結成に対抗して1955年にワルシャワ条約機構（WTO）を結成し、東ドイツ、ポーランド、チェコスロバキア、ハンガリー、ルーマニア、ブルガリアなどの東欧諸国を衛星国として東側諸国の盟主となり、自国と同様の人民民主主義体制を強要して、世界の2大超大国の一つとしてアメリカ合衆国を盟主とする西側諸国と冷戦を繰り広げた。しかし、既に1948年にはバルカン半島にてチトー主義下のユーゴスラビア社会主義連邦共和国がソ連から離反しており、1956年に共産党第一書記ニキータ・フルシチョフによるスターリン批判が行われた後は自由主義陣営との平和共存路線を進めたが、このスターリン批判により衛星国であったハンガリー人民共和国でハンガリー動乱が発生し、さらに自由主義国との妥協を批判する毛沢東が率いていた中華人民共和国や毛沢東思想に共鳴するアルバニア人民共和国の離反を招くなど、新スターリン主義によるソ連の指導性は揺らいだ（中ソ対立）。
1965年に共産党書記長レオニード・ブレジネフが主導権を握ったあと、ベトナム戦争にてアメリカ合衆国と戦うホー・チ・ミン率いる北ベトナムを支援したが、ブレジネフ在任中の1968年には衛星国であったチェコスロバキア社会主義共和国で「プラハの春」が始まり、翌1969年にはかねてから対立していた中華人民共和国と珍宝島・ダマンスキー島を巡って中ソ国境紛争を戦うなど、共産圏におけるソ連の指導性はさらに揺らぎ、1970年代に入ると計画経済の破綻などから次第にソ連型社会主義の矛盾が露呈していった。1979年から1989年にかけてアフガニスタンを侵略した。この際、ソ連軍がアフガニスタンの大統領官邸を急襲し、最高指導者ハフィーズッラー・アミーンと警護隊を殺害するというテロ行為（嵐333号作戦）を行っている。1985年にソ連の指導者となったミハイル・ゴルバチョフは冷戦を終結させる一方、ソ連を延命させるためペレストロイカとグラスノスチを掲げて改革に取り組んだものの、かえって各地で民族主義が噴出し、共産党内の対立が激化した。
党内抗争に敗れた改革派のボリス・エリツィンは、ソ連体制内で機能が形骸化していたロシア・ソビエト連邦社会主義共和国を自らの権力基盤として活用し、1990年に最高会議議長となると、同年6月12日にロシア共和国と改称して主権宣言を行い、翌年にはロシア共和国大統領に就任した。1991年8月のクーデターではエリツィンが鎮圧に活躍し、連邦を構成していた共和国はそろって連邦を脱退していった。同年12月25日にはソ連大統領ミハイル・ゴルバチョフが辞任し、翌日12月26日にソビエト連邦は崩壊した。

### ロシア連邦

#### 成立と脱共産化
1991年12月26日のソビエト連邦崩壊により、ロシア共和国が連邦から離脱してロシア連邦として成立し、エリツィンが初代ロシア連邦大統領に就任した。また、ソビエト連邦崩壊により世界規模のアメリカの覇権が成立し、当時はこれを「歴史の終わり」と見る向きも現れた。ロシア連邦は、旧ソ連構成国の連合体である独立国家共同体（CIS/СНГ）加盟国の一つとなった。ロシア連邦は、ソビエト連邦が有していた国際的な権利（安全保障理事会常任理事国など）・国際法上の関係を基本的に継承し、大国としての影響力を保持した。
国名は1992年5月、ロシア連邦条約によって現在のロシア連邦と最終確定した（ロシア連邦への国名変更は、ソビエト連邦大統領ゴルバチョフ辞任の当日である1991年12月25日、当時のロシア最高会議決議による）。
エリツィン政権下では市場経済の導入が進められたが、急激な移行によってロシア経済は混乱し、長期的な低迷を招いた。その一方で、この時期には「オリガルヒ」と呼ばれる新興財閥が台頭し、政治的にも大きな影響力を持つようになった。ソ連政府は国民にあまねく賃貸住宅を配分していたが、それらを建設するだけで巨額の財政負担となっており、財政再建中のロシア連邦がリフォームすることなどかなわず、無償で住民が物件を取得できるようになり急激な私有化を進めた。私有化されていないものは地方自治体への譲渡が進み、人口減少社会となるなか、若者向けに低家賃で貸し出した。
1993年には新憲法制定をめぐって激しい政治抗争（10月政変）が起こったものの、同年12月12日には国民投票によってロシア連邦憲法が制定された。1994年から1996年にかけて、ロシア連邦からの独立を目指すチェチェン独立派武装勢力と、それを阻止しようとするロシア連邦軍との間で第一次チェチェン紛争が発生し、一般市民を巻き込んで10万人以上が犠牲になった。1997年5月に和平に向けてハサヴユルト協定が調印され、5年間の停戦が合意された。ところが1999年8月、チェチェン独立派勢力（チェチェン・イチケリア共和国など）と、ロシア人およびロシアへの残留を希望するチェチェン共和国のチェチェン人勢力との間で第二次チェチェン紛争が発生した。1999年夏からイスラム急進派の排除という名目のもとに、ロシア軍は全面的な攻勢に出ている。同年8月にロシアの首相に就任したウラジーミル・プーチンらがこの強硬策を推進した。
1996年11月、ロシアは第一回だけで10億ドルのユーロ債を起債した。それまでの累積ユーロ債発行額は160億ドルほどに達した。
1999年12月8日、当時の大統領エリツィンとベラルーシの大統領アレクサンドル・ルカシェンコとの間で、将来の両国の政治・経済・軍事などの各分野での統合を目指すロシア・ベラルーシ連合国家創設条約が調印された。しかし、その後、後継大統領に就任したウラジーミル・プーチンが、ベラルーシのロシアへの事実上の吸収合併を示唆する発言を繰り返すようになってからは、これに反発するベラルーシ側との対立により、両国の統合は停滞した。2022年ロシアのウクライナ侵攻にルカシェンコは協力しているが、ベラルーシ共和国軍の参戦は回避している。

#### プーチン政権
1999年12月31日、当時の大統領エリツィンが任期を半年余り残して突然辞任した。首相のウラジーミル・プーチンが大統領代行に就任し、2000年3月の大統領選挙に圧勝して大統領に就任した。「法の独裁」による統治をめざす強権的体質が内外から批判される一方、安定した経済成長により国民の高い支持率を維持し、2004年にも再選された。
2003年、ミハイル・ホドルコフスキーが脱税などの罪で逮捕・起訴され、ユコスの社長を辞任した。シブネフチとの合併が取り消されるなどして株価が乱高下し、内部者取引が横行した。2005年にロシアの住宅私有化率は63パーセントに達し、国際的な不動産価格の下落へつながっていった。2007年、ホドルコフスキーを除くユコス株主らはロシア政府がユコスを破綻させたとしてハーグの常設仲裁裁判所へ提訴した。2010年6月26日、政府側のロスネフチに賠償命令が出た。7月27日には内部者取引と株価操作を取り締まる法案が可決された。これは翌年から施行された。2014年7月、ユコス破綻事件で政府は19億ユーロの賠償金支払いを命じられていたが、12月に欧州人権裁判所が政府の上訴を棄却した。2016年4月、ハーグ地区裁判所が、ロシア政府に株主らへ500億ドルの賠償金支払いを命じた常設仲裁裁判所の判決を棄却した。
政権初期にチェチェン共和国への軍事作戦を再開するとともに、周辺各共和国への締めつけも図った。チェチェン独立派を支持するサウジアラビアなどアメリカに友好的な湾岸のスンニ派諸国との関係悪化を招いた。これらの過程において報道管制を強化し、反政府的な報道機関やジャーナリストは強い圧力をかけられた。対外的には、上海協力機構を通じて中華人民共和国やイランとの関係を強化し、また、中央アジア各国とはエネルギー開発の面での協力を強めた。ウクライナで親西側政権ができると、天然ガス供給停止措置をとることで圧力をかけ、間接的にドイツやフランスへの自国の影響力を誇示した。
また、プーチンの大統領就任当初は、アメリカ同時多発テロ事件以降の対テロ戦争という目的から蜜月といわれたアメリカとの関係も、イラク戦争やイラン核開発疑惑といった諸問題を扱うなかで悪化、また、米国が主導する旧ソ連各地のカラー革命などロシアの裏庭地域へのアメリカによる露骨な政治介入、アメリカの反ロシアネオコン勢力が中心となって行った東ヨーロッパのミサイル防衛構想、ソ連崩壊時に北大西洋条約機構（NATO）は東方へ拡大しないとしたゴルバチョフと当時のアメリカ大統領ブッシュの取り決めが破られ、実際にはNATOの東方拡大が進んだなどの理由により、関係は冷却化した。一方で、首脳同士の懇談は頻繁であり、かつての冷戦とは異なる様相である。プーチンが行った事業はいずれも西側諸国から強圧的であるとの批判が多いものの、結果的にはロシアの国際的地位を向上させた。これにはプーチン政権発足後から続くエネルギー価格の急騰により、対外債務に苦しんでいたロシアが一転して巨額の外貨準備国となり、世界経済での影響力を急速に回復したことも寄与している。2007年には2014年の冬季オリンピックを南部のソチで開催するソチオリンピックの招致に成功した。
2008年5月、側近のドミートリー・メドヴェージェフが大統領に就任したが、プーチンも首相として引き続き残留した。同年、メドヴェージェフ政権下で南オセチア問題を原因とする南オセチア紛争が発生。これはソ連崩壊後、初めての対外軍事行動となっている。これらの行動から国際政治での多極主義を唱えて、ロシアが新たな一極となろうとしているとの見方がなされた。事実、「アメリカの裏庭」であるベネズエラ、エクアドルなどの反米的な中南米諸国との関係を強化している（逆に、アメリカは「ロシアの裏庭」であるウクライナ、ジョージア（グルジア）などとの関係を強化している）。このように、冷戦終結後の一極主義の維持を目指すアメリカ側と対立する「新冷戦」の開始をもいとわないとも見られ、緊張状態が続いている。

##### クリミア併合
2014年ウクライナ騒乱により、財政援助を目的にロシアとの関係を強化していた同国の大統領ヴィクトル・ヤヌコーヴィチが解任されるとロシアのプーチン大統領は反発し、オレクサンドル・トゥルチノフ大統領代行の暫定政権を承認しなかった。
2月27日、以前からクリミア半島に駐留していたロシア軍部隊によって、1954年までロシア領で親ロシアの住民が多いウクライナのクリミア自治共和国・セヴァストポリ特別市が掌握された。
クリミア自治共和国とセヴァストポリは、3月16日にウクライナからの独立とロシアへの編入を問う住民投票を実施し、その結果を受けて翌3月17日に両者はクリミア共和国として独立し、ロシアへの編入を求める決議を採択した。
翌3月18日、プーチンはクリミア共和国の要請に応じ、編入に関する条約に署名してクリミア半島を併合した。アメリカ合衆国、欧州連合、そして日本などの諸外国政府はクリミアの独立とロシアへの編入は無効であるとし、ロシアとの間で対立が続いている（2014年クリミア危機）。この経緯によってロシアはG8の参加資格を停止され、欧米諸国がロシアに経済制裁を科した。
2011年から始まったシリア内戦では反体制派を支援する欧米に対し、中東での影響力を維持したいロシアがイランと共にバッシャール・アル＝アサド政権に対して軍事的・経済的に援助を行っていることで欧米諸国と代理戦争に近い様相となり、対立を深めている。2015年9月30日にはロシア連邦軍がアサド政権を支援する直接的な軍事介入を開始（ロシア連邦航空宇宙軍によるシリア空爆）。これ以降、膠着状態だった戦況はアサド政権側に大きく傾いたことに加え、アサド政権とクルド人勢力の双方を支援していることから両者の仲介や、当初はアサド政権打倒を目指し欧米と協調して反体制派を支援していたトルコがクルド人勢力への対応で欧米と対立するに伴いシリア戦後処理へのトルコの引き込み、さらにエジプトやイラク、イスラエルといった親米国家であるもののアサド政権打倒後のシリアの安定に懐疑的な近隣国にも接近しつつあり、シリア内戦の収束に向けて主導的な役割を発揮し、中東での確固たる地位を築いている。
プーチンによる外交は、アメリカの大統領バラク・オバマに並ぶ世界的な影響力を持ち、クリミア半島併合以降はとりわけ国民の支持も厚くなっている。一方、2013年以降に原油価格の暴落が続いたことで、天然資源に依存した脆弱な経済体制が浮き彫りとなり、深刻な経済的困窮を招いている。
2017年1月、アメリカで親ロシア派と公言していたドナルド・トランプ政権への政権交代があったものの、アメリカ国内でロシアへの敵対感情が高まっているため、弱腰外交と捉えられるような親露外交は回避し、米露間の関係が修復する兆しは一向にない。2016年アメリカ合衆国大統領選挙におけるロシアの干渉や、ウクライナ紛争を巡るミンスク和平合意の不履行による報復措置がとられたり、ロシアが条約に違反したとして中距離核戦力全廃条約から撤退したりするなど、両国間の溝は深まるばかりである。
2018年ロシア大統領選挙ではプーチンが4選された。

##### ウクライナ侵攻
2021年1月、アメリカで反ロシア派と公言しているジョー・バイデン政権への政権交代があり、今後も米露関係修復の見込みはないと考えられている。
2022年2月、プーチンはウクライナ東部の反政府組織が建国したドネツク人民共和国とルガンスク人民共和国を国家として承認し、ウクライナに事実上宣戦を布告。親ロシア勢力の保護を名目にウクライナ国内に侵攻し、交戦状態に入った（2022年ウクライナ侵攻）ことにより、アメリカを中心とする国際社会から厳しい経済制裁をうけることとなり、西側諸国との対立は深まり、新冷戦と呼べる状況に陥っている。
2024年ロシア大統領選挙ではプーチンが5選され、首相時代を含めたプーチン政権の期間は30年となり、ヨシフ・スターリンをも凌ぐ長期政権を確実にした。

## 政治

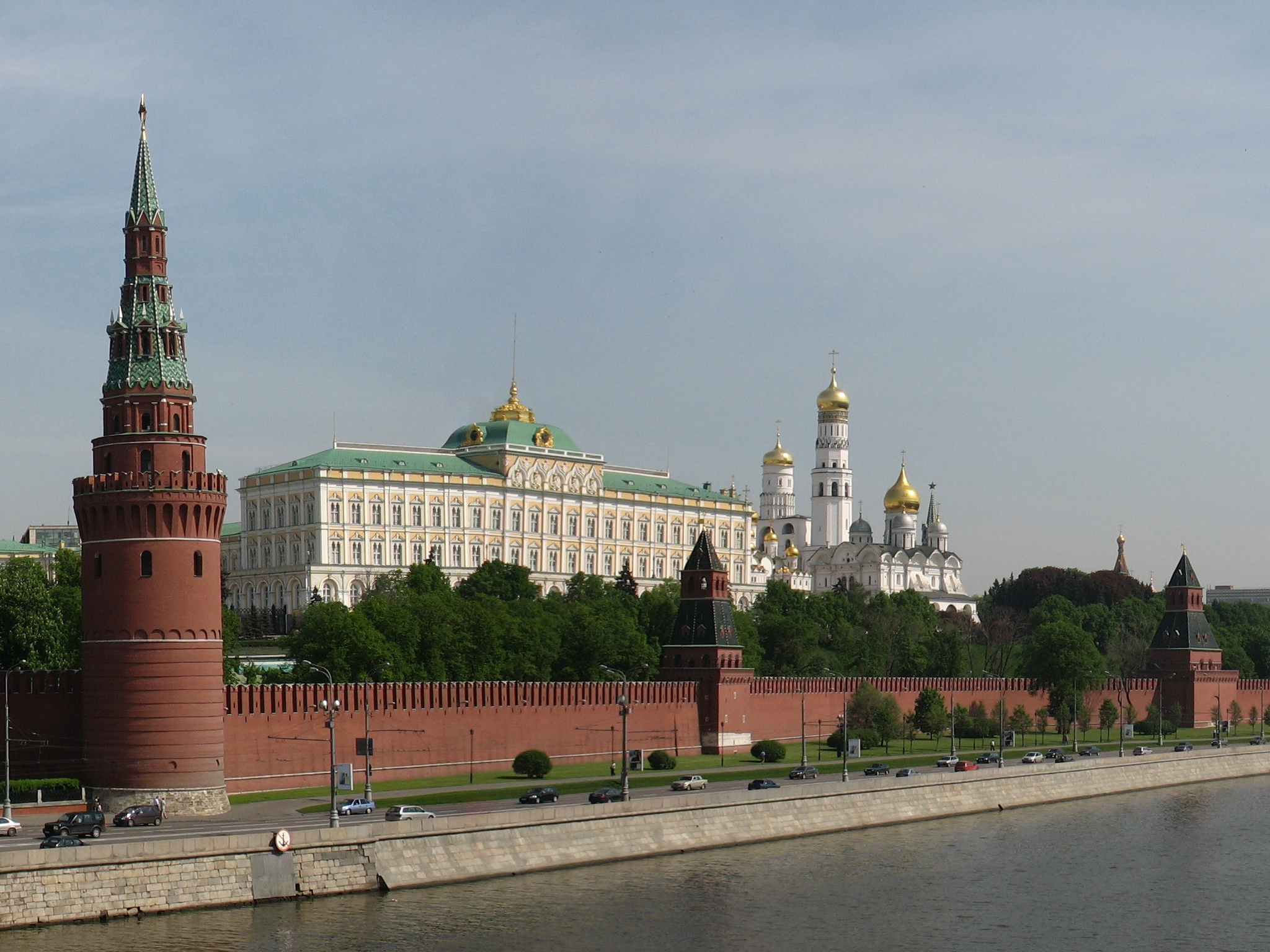
ロシア連邦大統領府であるクレムリン

国政では連邦制、共和制、半大統領制をとっている。国家元首であるロシア連邦大統領がおり、三権である
- 立法：ロシア連邦議会は両院制で、連邦院（上院）と国家院（下院）がある
- 行政：大統領は連邦政府議長（ロシアの首相）、副議長などを指名し、議長は議会の承認が必要
- 司法：憲法裁判所、最高裁判所、地方裁判所などがある

は分立している。

### 大統領
ロシア連邦大統領は国家元首で、国民の直接選挙で選ばれる。ソ連崩壊に伴う独立・独立国家共同体（CIS）への加盟構成以降、大統領の任期は4年であったが、2008年の憲法改正によって6年となった。

### 行政
行政権は、ロシア連邦政府に属する。なお、大統領は外交と国防を、政府は内政を担当するとされている。
大統領は、連邦議会の同意を経て、政府の長である連邦政府議長（首相に相当する）を信任し、連邦政府議長の提案に基づいて、その他の閣僚を任命する。
なお、連邦政府議長は、副大統領としての地位を兼ねており、大統領が欠け、または大統領に職務遂行上の故障がある場合においては、大統領の職務を代行する。
行政権の行使について、連邦政府は連帯して、大統領と連邦議会に対して責任を負う。よって、法律、大統領令、及び連邦政府の定める政令には、連邦政府議長及び主任の閣僚の副署を必要とする。
大統領は、閣議を主宰することができる。
大統領は、国家の基本的な施政方針を定め、連邦政府の助言と同意に基づいて、憲法および法律の定めるところにより、大統領令を発動する。
連邦政府は、憲法、法律、および大統領令の実施に関する詳細、および大統領の判断を必要としない事項についての決定を行い、連邦政府議長は、閣議に基づいて行政各部を指揮監督する。
憲法、法律および大統領令に違反する連邦政府の命令、決定及び処分は、大統領が取り消すことができる。
大統領は、大統領全権代表（戦前日本の官選知事に相当する）を任命する。
大統領全権代表は、連邦管区を統括し、国家の政策を画一的・統一的に遂行する上で必要となる事項について、地方政府の活動を統督する。
大統領は、国家安全保障会議を主宰し、国防および治安維持に関する基本的な方針を定め、ロシア連邦軍及びロシア国家親衛隊を統帥する。

### 立法
ロシア連邦議会（Федеральное Собрание Российской Федерации, Federal'noe Sobranie Rossijskoj Federatsii）は二院制で、各連邦構成主体の行政府と立法府の代表1人ずつからなり、上院に相当する連邦院（連邦会議、Совет Федерации, Sovet Federatsii 、定員178名）と、下院に相当する国家院（国家会議、Государственная Дума, Gosudarstvennaja Duma 、定員450名）からなる。下院議員は任期4年で、小選挙区制と比例代表制により半数ずつ選出される仕組みであったが、2005年4月23日完全比例代表制に移行する選挙制度改正が下院を通過した。また、5パーセント条項が7パーセント条項へと議席を獲得するためのハードルが上げられ、ウラジーミル・プーチン政権、シロヴィキに有利な選挙戦が展開された。また、大統領と同様に2008年に任期が5年に延長された。

### 司法
ロシアの司法には、最高位にロシア憲法裁判所、ロシア最高裁判所、ロシア最高仲裁裁判所がある。その下にロシア地方裁判所、地域裁判所がある。裁判は大陸法型である。行政府からの訴追は司法省が担当する。1996年に陪審制を連邦各地に順次導入することを決定、2010年までにすべての地域で導入された。
1996年から死刑の執行を停止していたが、2009年11月19日に、憲法裁判所は死刑の廃止を規定している欧州人権条約を批准するまでは死刑の執行を停止するという命令を出した。この憲法裁判所の命令で、ロシアの死刑制度は事実上廃止された。2010年1月15日、ロシア下院は、欧州人権条約第14追加議定書を賛成多数で批准し、名目上も死刑が廃止された。

### 政党
複数政党制を採用しており与党統一ロシアが圧倒的多数を占めており、他にも野党として極右のロシア自由民主党や極左のロシア連邦共産党などをはじめ様々なリベラル派や中道派、民族主義・愛国主義、社会主義・共産主義を活動理念に掲げる政党が存在する。しかし、これらの政党はいずれもプーチン政権に従順な「体制内野党」とされており、野党としての機能は喪失しているという指摘がある。

## 国際関係

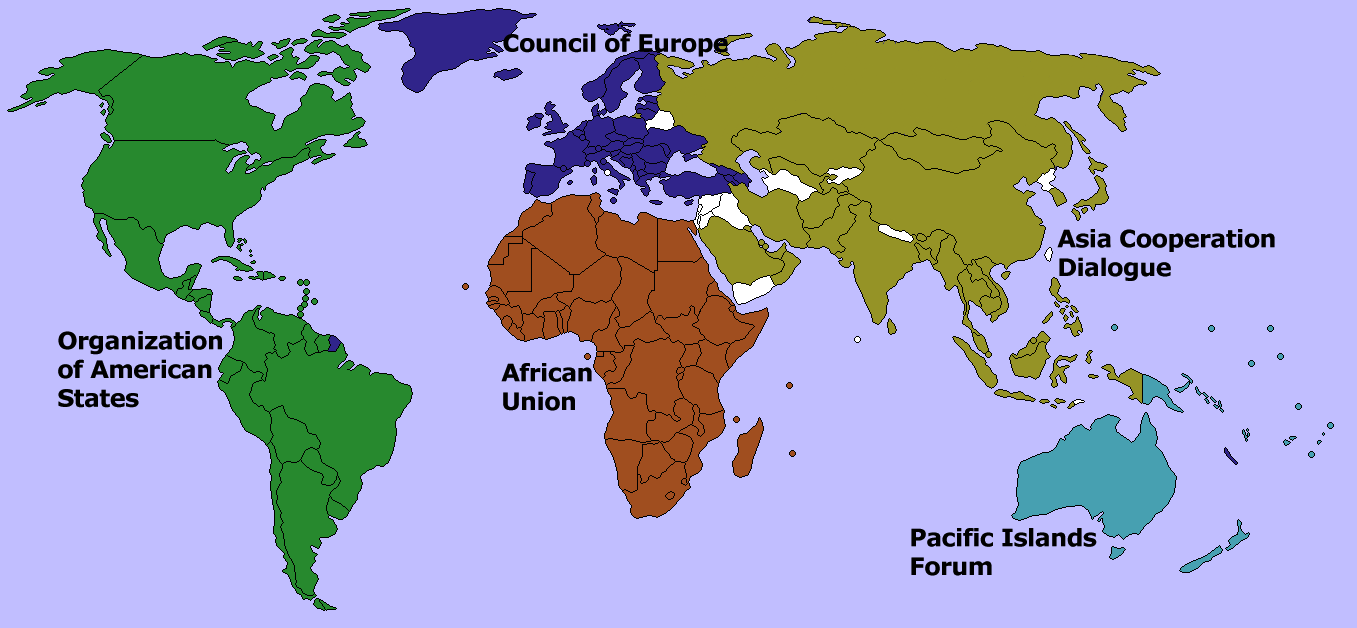
ロシアはアジア協力対話参加国である

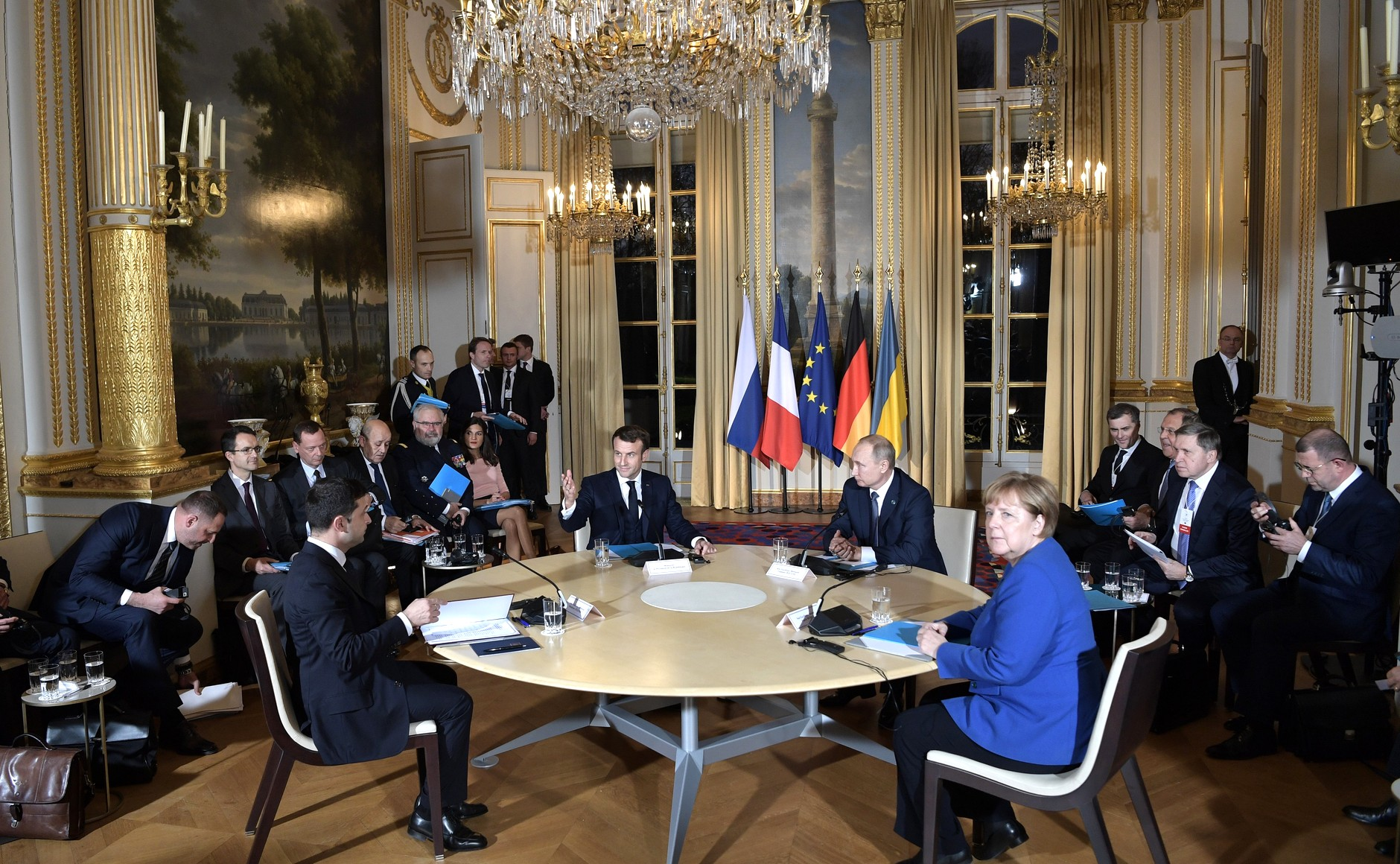
ヨーロッパの国家元首との会談（2019年10月9日）

ロシア連邦政府は1990年代まで続いたソビエト連邦の正式な後継国家で、国際連合では安全保障理事会の常任理事国5か国の一つでもあり、その他国際組織でソ連の持ち分を引き継いでいる。国際関係は多面的であり、世界の191か国と外交関係を持ち、大使館を144か国に設置している。国際関係の方針は大統領が決め、具体的には外務省が執行する。
かつての「超大国」を引き継いではいるが、現在の多極体制へ移行した世界の中でその立場は専門家の間で様々に議論されており、列強ではあるが「潜在的な超大国」扱いである。ロシアは「中東カルテット」のひとつで、北朝鮮問題では「六者会合」に参加している。欧州安全保障協力機構（OSCE）、アジア太平洋経済協力（APEC）の一員である。1997年には「人権と基本的自由の保護のための条約」を批准している。ロシア連邦の成立当初はアメリカや北大西洋条約機構(NATO)とも友好的な関係であったが、現在は様々な分野で対立が顕著である。
21世紀になってからは、豊富な原油や天然ガスなどエネルギー資源を梃子に、特に欧州と中央アジアに対し、急速に影響力を拡大している。ソ連崩壊後の弱体性から比較すると相当影響力を取り戻したといえ、豊富な資金力を背景に軍備の更新を進めており、ロシア政府との協議なしに、ソ連の衛星国であった東欧諸国へのミサイル防衛基地の展開を進めている米国やNATOとの緊張状態は高まりつつある（新冷戦）。
前述の通り、2022年2月に始まったウクライナ侵攻が、擁護する一部の国を除き世界各国から強烈な批判を招き、多くの国・組織から経済・金融などの制裁を受けることとなり、国際的に孤立状態となっている。
ロシアが欧米から批判されている問題の一部に、同国における人権問題、自由でないメディア、LGBT禁止問題、ノビチョクなどがある。

### ウクライナ
2014年にドンバス地域において親ロ派勢力によるデモ活動が勃発した。ウクライナ国内は混乱に陥り、隣国のロシアが介入するまでに発展し、結果的にロシアはクリミアを併合するに至った。これ以降、親欧米寄りの姿勢を貫くウクライナとロシアとの間で対立が深刻化した。NATOによる東方拡大の問題も複雑に絡み合い、両国の間では軍事的緊張が一層高まった。2022年2月にはロシアがウクライナへの侵攻を開始した。これにより両国間の外交関係は断絶した。

### 南アフリカ
南アフリカ共和国は、ソ連と公式の外交関係を結んでいたことから後継国のロシアと深い関係性を持っており、1992年2月28日付で完全な外交関係を樹立している。南アフリカはBRICSの1国として加盟。

### キューバ
キューバとはソ連時代から緊密な協力関係を築いており、ソ連崩壊後も良好な外交関係を維持している。ロシアが2014年3月にウクライナ領クリミア半島の併合を宣言した際、キューバは同半島をロシアの一部として承認している。

### ブラジル
ロシアはブラジルと、宇宙・軍事技術をはじめ、電気通信などの分野でパートナーシップを結んでいる。ブラジルはBRICSのメンバーでもある。

### 日本
両国の間では文化的・経済的な交流がいくつもあり、観光客の往来も活発である。特に2022年のロシアによるウクライナ侵略以降、欧米と違いロシア人の入国を制限していない日本は人気の観光地となり、2025年現在ロシア人観光客は過去最多を更新している。一方、過去のシベリア抑留・北方領土問題・それに起因する漁民銃撃と拿捕事件、平和条約問題、資源問題（サハリン2）など、険悪な面もある。それでもロシア人の日本に対する信頼は、アメリカやイギリスに対する信頼よりも高いという調査結果が出ている。
| 国家               | 信頼できると回答した割合 |
| ------------------ | ------------------------ |
| 中国               | 25%                      |
| 日本               | 9.9%                     |
| インド             | 9.6%                     |
| ドイツ             | 4.6%                     |
| イタリア           | 4.5%                     |
| フランス           | 4.1%                     |
| その他             | 15.3%                    |
| どの国も信頼しない | 27.0%                    |

2017年のイギリスBBCの調査によると、ロシア人は日本に対して好意的な見方をしているが、日本の内閣府の日本国民の対ロシアの世論調査（2022年）によれば、ロシアに「親しみを感じる」とする者の割合は13.1％（「親しみを感じる」1.3％および「どちらかというと親しみを感じる」11.8％）に留まり、「親しみを感じない」とする者の割合は86.4％（「どちらかというと親しみを感じない」48.9％および「親しみを感じない」37.4％）に達している。この数値は中国（「親しみを感じる」20.6％、「親しみを感じない」79.0％）をも下回っている。

### 中国
中華人民共和国とは2001年に中露善隣友好協力条約を結び、東シベリア・太平洋石油パイプラインの支線も大慶油田へ引いている。その傍らでBRICSや上海協力機構での関係も深めており、良好な間柄となっている。

### インド
インドとは大幅な防衛・戦略上の関係（India–Russia military relations）を結んでおり、インドはロシア連邦製兵器の最大の顧客である。

### マレーシア

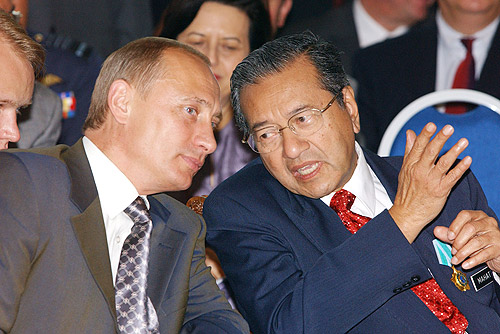
ウラジーミル・プーチンとマレーシアの首相マハティール・ビン・モハマド (2003年8月5日)

### サウジアラビア
ロシアとサウジアラビアの両国は「石油超大国」と呼ばれており、世界の原油生産の約4分の1を占めている。

## 軍事

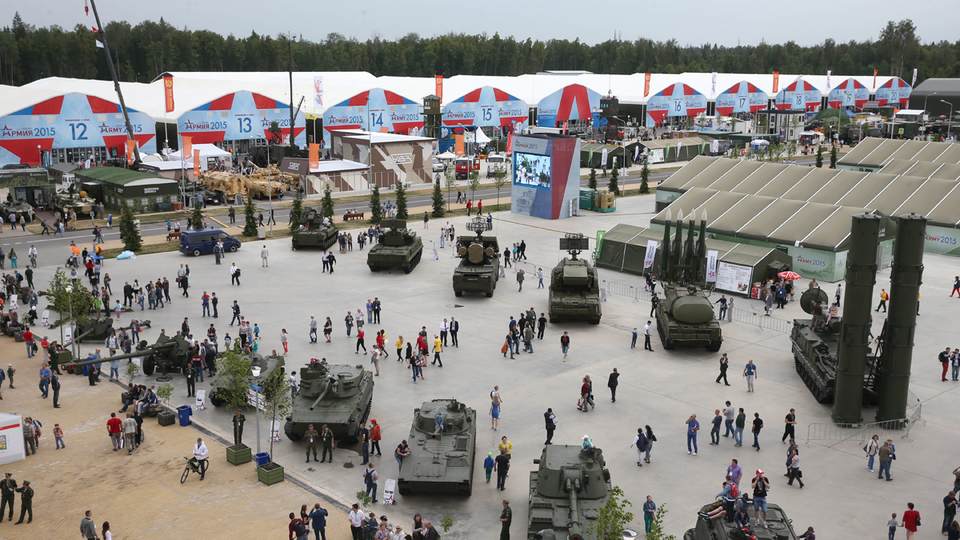
モスクワ市西郊外の愛国公園（Patriot Park）で

### ロシア連邦軍
ロシア連邦軍には陸軍、海軍、航空宇宙軍の3軍種があり、これとは別に独立兵科として、戦略核兵器を運用する戦略ロケット軍と空挺軍がある。
2017年には約100万人が軍に属しており、これは世界で第5位である。これに加え、約250万人の予備役（在郷軍人）がおり、動員可能総数は約2,500万人に上るともいわれている。18歳から27歳の国民男子は全て1年間の兵役義務がある。

### 核兵器
ロシアは世界で最多の核兵器（Russia and weapons of mass destruction）を所有しており、世界2位の規模の弾道ミサイル潜水艦（Ballistic missile submarine）部隊や戦略爆撃機部隊がある。
ICBM「サルマト」と「死の手」
2018年にウラジーミル・プーチンが年次教書演説で紹介し、2021年ごろから配備を開始した大陸間弾道ミサイル（ICBM）「サルマト」は、10発でアメリカの全国民を殺害する威力があるといわれる。射程は1万1000キロメートル超、最大16個の核弾頭が搭載可能なMIRV式で、最大速度はマッハ20の極超音速であるため、アメリカや日本のミサイル防衛網は無力化される。このサルマトには、極超音速滑空体「アバンガルド」が搭載され、高度100キロメートルほどの高度を、探知しにくい軌道をマッハ20で飛行する。ロシアには1985年に、敵国からの核攻撃を想定し、確実に報復攻撃を行えるようにするための「死の手」と呼ばれる核報復システムが稼働しており、幾度も改良を重ね、運用開始当初は人間が発射ボタンを押す必要があったが、現在はAIが司令部の非常事態を認識し、核使用の判断を下すシステムとなっている。

### 軍需産業
ロシアでは軍需産業が盛んである。軍事関係の世界的な供給者としては、2001年には世界の30パーセントを占め、80か国へ輸出しており、世界でも上位にあった。ストックホルム国際平和研究所の調査では、2010年 - 2014年には世界第2位の輸出国で、2005年 - 2009年に比して37パーセントの増加を示した。ロシアは56か国および東部ウクライナの反乱部隊へ武器を供給した。

### 準軍事組織と民間軍事会社
ロシアには正規軍以外で、以下の準軍事組織が存在する。
- 国家親衛隊
- 国境軍
- 民間防衛軍
- 連邦警護庁

ロシアはソ連時代からの伝統として特殊部隊（スペツナズ）を重視しており、軍所属以外に後述する情報機関も以下の実戦部隊を擁している。
- ザスローン部隊：ロシア対外情報庁所属
- アルファ部隊、ヴィンペル部隊：ロシア連邦保安庁特殊任務センター所属

民間軍事会社（PMC）が複数設立され、ロシアのその周辺のほか中東、アフリカに傭兵として派遣されている。ワグネル・グループが最も有名であり、オープン・ソース・インテリジェンス（OSINT）企業「モルファー」が把握したPMCは、ロシア国防省系や連邦保安庁系、国有企業・富豪が設立した会社を含め37あり、ウクライナの英字新聞『キーウ・ポスト』によると、そのうち25社がウクライナ侵攻に参加している。PMCはロシアの法律に本来反するが、戦死者に対してロシア政府が責任を負う必要がないといった利点から、全社が政府と関係を保って活動しているとみられる。

### 諜報・防諜
現在、連邦保安庁（FSB）と対外情報庁（SVR）がサイバー攻撃への防衛などをはじめとして、国内の防諜・情報機関や治安組織としての役割を担っている。
他には連邦警護庁、参謀本部情報総局（GRU）、参謀本部軍事測量局が存在しており、連邦の安全保障に欠かせない重要部署として機能している。

## 地理

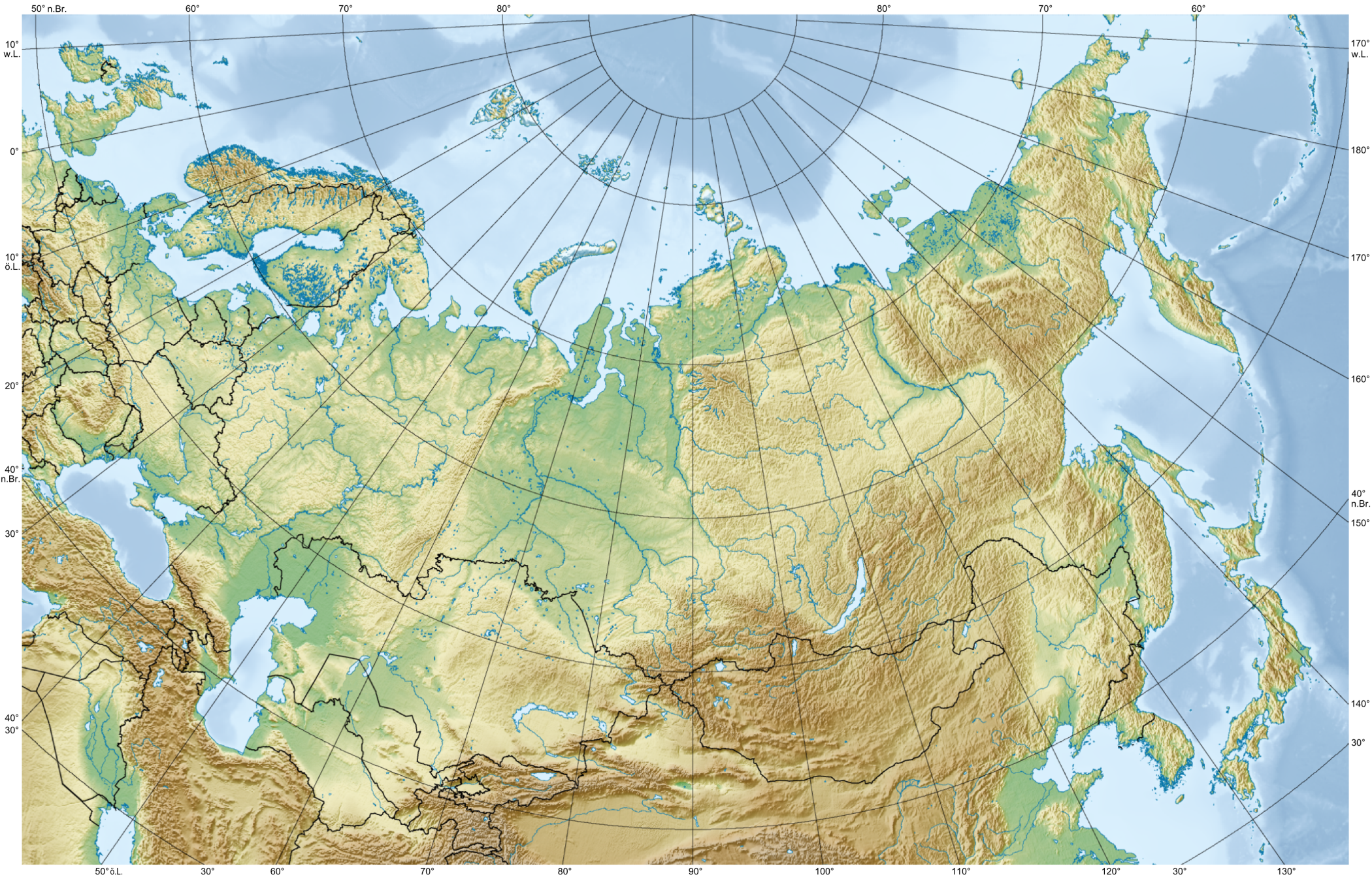
ロシアの地形図

世界最大の面積を持つロシアは、ユーラシア大陸の北部にバルト海沿岸から太平洋まで東西に伸びる広大な領土を持つ。その面積は日本の約45倍、アメリカの約1.7倍にも達し、南アメリカ大陸全体の大きさに匹敵する。
北辺は北極圏に入り人口も希薄であるが、南辺に近づくと地理的に多様となり人口も多くなる。ヨーロッパ部（ヨーロッパロシア）とアジア部（アジアロシア）の大部分は広大な平原で、南部のステップから北は、広大な針葉林の森であるタイガがその大部分を占めている。さらに高緯度になると、樹木が生育しないツンドラ地帯となる。黒海とカスピ海の間の南の国境にはヨーロッパ最高峰（カフカス地方をヨーロッパに含めた場合）のエリブルース山を含むカフカース山脈があり、ヨーロッパとアジアの境界にはウラル山脈がある。
面積を見るとヨーロッパ部よりアジア部の方が広大であるが、国土の西端に当たるヨーロッパ部に人口や大都市、工業地帯、農業地帯が集中していることなどから、ロシアをヨーロッパに帰属させる分類が一般的であるとされる。
国土を囲む海域には北極海の一部であるバレンツ海、白海、カラ海、ラプテフ海、東シベリア海と、太平洋の一部であるベーリング海、オホーツク海、日本海、そして西のバルト海と西南の黒海があり、海岸線は3万7,000キロメートルに及ぶ。これらの海に浮かぶロシア領の主要な島には、ゼムリャフランツァヨシファ、ノヴァヤゼムリャ（米国を越える史上最大規模の核実験が行われた）、セヴェルナヤ・ゼムリャ諸島、ノヴォシビルスク諸島、ウランゲル島、サハリン（樺太）、そして日本との領土問題を抱えるクリル諸島（千島列島）がある。特に北極海に面した地域をはじめ、冬季は北極寒波の影響が強いため厳寒であり、氷点下を下回る日が長く続く。
ロシア領内の主要な川には、ヨーロッパ部のドン川、大型で良質のチョウザメが多数生息するヴォルガ川、カマ川、オカ川、アジア部のオビ川、エニセイ川、レナ川、サケ類の漁獲で有名なアムール川などの大河が挙げられる。これらの下流域は、日本で大河とされる最上川、北上川や四万十川よりも川幅が広く、いずれもセントローレンス川下流域に近い川幅がある。また、アジア部の大河はアムール川を除いて南から北へ流れ、北極海へ注ぐ。ブリヤート共和国のバイカル湖は、世界一古く水深の深い湖として有名な構造湖である。このほか、ソ連時代の水力ダム建設によって生まれた大規模な人造湖が存在する。

### 気候

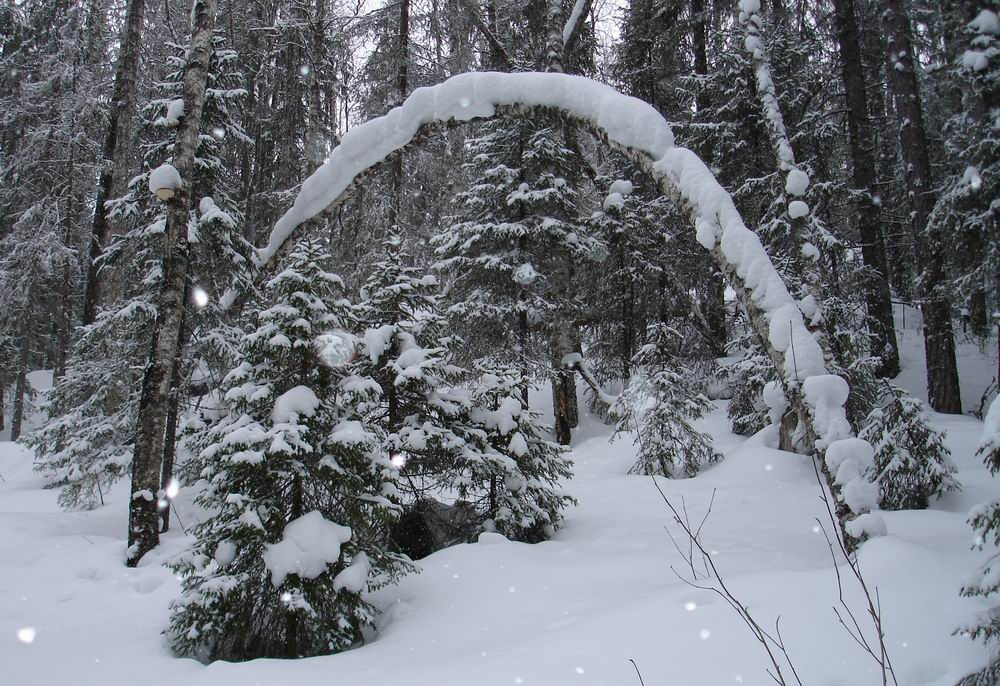
アルハンゲリスク州にて、冬のタイガ

ロシアには基本的に大陸性気候が卓越する。すなわち気温の年較差が大きい。ケッペンの気候区分に従うと、亜寒帯（冷帯）(D) に分類される地域が大半を占める。西部は大西洋の影響を受けるものの、東に進むにしたがって大陸性気候の特徴がはっきりしてくる。冬はシベリア付近で放射冷却のために気温が著しく下がり、優勢なシベリア高気圧が形成される。北半球で最も寒い地域で、寒極と呼ばれる（たとえば、マイナス71.2度〈オイミャコン〉、マイナス66.7度〈ベルホヤンスク〉）。しかしながら、夏季には最高気温が30度を超える。
典型的な植生は北極海沿岸がツンドラ、南に下るにしたがって針葉樹林のタイガ、混交林、プレーリー、ステップに移行していく。
右図はロシアを中心とした地域にケッペンの気候区分を適用したものである。以下、気候区分にしたがって特徴と地域区分を示す。

#### 亜寒帯
Dfa
亜寒帯湿潤気候のうち、最暖月が22度以上の地域。地図では明るい空色で描かれている。黒海とカスピ海に挟まれた狭い地域に広がる。
Dfb
亜寒帯湿潤気候のうち、最暖月が10度以上22度未満であり、月平均気温10度以上の月が4か月以上ある地域。地図では空色（シアン）で描かれている。ポーランドやハンガリーなどの中東欧諸国と共通の気候区分でもある。首都モスクワを含み、ロシア西部からモンゴル国境西端まで広く分布する。沿海州北部やサハリン北部にも見られる。モスクワの年平均気温は5.3度、1月の平均気温はマイナス7.5度、7月は18.4度、年平均降水量は705.3ミリメートルである。
Dfc
亜寒帯湿潤気候のうち、以下の3条件を満たす地域、すなわち最暖月が10度以上22度未満、月平均気温10度以上の月が3か月以下、最寒月がマイナス38度以上マイナス3度未満。地図ではDfbの北に広がる暗緑色で描かれている。北欧諸国と共通の気候区分であり、ロシア領土に占める面積では最も広い。中央シベリア高原からカムチャツカ半島にかけて一部Dfdに移行している部分以外は、全国にまたがっている。植生はタイガ中心。
Dfd
亜寒帯湿潤気候のうち、3つの条件、すなわち最暖月が10度以上22度未満、月平均気温10度以上の月が3か月以下、最寒月がマイナス38度未満を満たす地域。中央シベリア高原から東に延びるさらに暗い緑色で描かれている（内部にDwcの領域を含む）。
Dwb
亜寒帯冬季少雨気候のうち、最暖月が10度以上22度未満、加えて月平均気温10度以上の月が4か月以上ある地域。地図では青紫色で描かれている。モンゴル国境から北にかけて広がる。
Dwa
亜寒帯冬季少雨気候のうち、最暖月が22度以上ある地域。地図では薄紫色で描かれている。Dwbと隣接し沿海州に向かって広がる。
Dsb
高地地中海性気候のうち、最暖月が10度以上22度未満、加えて月平均気温10度以上の月が4か月以上ある地域。地図では赤紫色で描かれている。カムチャッカ半島西岸などに見られる。
Dsd
高地地中海性気候のうち、3つの条件を満たす地域。すなわち、最暖月が10度以上22度未満、月平均気温10度以上の月が3か月以下、最寒月がマイナス38度未満。地図では薄赤紫色で描かれている。Dsbに隣接したごく狭い範囲に見られる。地球上でこの地点にのみ見られる気候区である。

#### その他の気候区
ET
ツンドラ気候。地図では薄い灰色で描かれている。北極海沿岸全域に広がる。
BSk
ステップ気候のうち、年平均気温が18度未満の地域。地図では黄土色で描かれている。モンゴル西端から北に伸びたごく狭い範囲に加え、カスピ海沿岸に見られる。
BWk
砂漠気候のうち、年平均気温が18度未満の地域。地図ではサーモン色で描かれている。BSkに隣接したごくわずかな範囲に見られる。
Cfa
温暖湿潤気候。黒海沿岸の狭い地域に見られる。

## 地方行政区分

### 連邦構成主体
ロシア連邦は、89の連邦構成主体と呼ばれる地方行政体からなる連邦国家である。連邦構成主体としては、48の「州｣（область oblast'）、9の「地方」（край kraj）、3の「市」（連邦市、город федерального значения gorod federal'nogo znacheniya）、24の「共和国」（республика respublika）、1の「自治州」（автономная область avtonomnaja oblast'）、4の「自治管区」（автономный округ avtonomnyj okrug）がある。ただし、このうち6つの連邦構成主体（ドネツク人民共和国、ルガンスク人民共和国、ザポロージェ州、ヘルソン州、クリミア共和国、セヴァストポリ連邦市）はウクライナと帰属係争中である。

### 連邦管区

ロシアの連邦構成主体区分図（黄緑色が共和国）（ただし、ウクライナと帰属係争中の連邦構成主体を除く）

プーチン政権は、連邦政府の地方への影響力拡大を図り、連邦構成主体とは別に、2000年5月13日に全土を7つに分けた連邦管区を設置した。2010年に北カフカース連邦管区が新設され、現在は8つの連邦管区が存在する。なお、このほか2014年から2016年にかけてはクリミア連邦管区が存在した。連邦管区には連邦大統領の代理人としての大統領全権代表が派遣され、連邦構成主体を監督している。
| 名称                                                     | 人口(人)   | 州都/主府/本部                       | 備考 |
| -------------------------------------------------------- | ---------- | ------------------------------------ | ---- |
| 中央連邦管区 Центральный федеральный округ               | 39,251,950 | モスクワ Москва                      |      |
| 北西連邦管区 Северо-Западный федеральный округ           | 13,952,960 | サンクトペテルブルク Санкт-Петербург |      |
| 南部連邦管区 Южный федеральный округ                     | 16,498,640 | ロストフ・ナ・ドヌ Ростов-на-Дону    |      |
| 北カフカース連邦管区 Северо-Кавказский федеральный округ | 9,972,590  | ピャチゴルスク Пятигорск             |      |
| 沿ヴォルガ連邦管区 Приволжский федеральный округ         | 29,088,000 | ニジニ・ノヴゴロド Нижний Новгород   |      |
| ウラル連邦管区 Уральский федеральный округ               | 12,333,230 | エカテリンブルク Екатеринбург        |      |
| シベリア連邦管区 Сибирский федеральный округ             | 17,009,250 | ノヴォシビルスク Новосибирск         |      |
| 極東連邦管区 Дальневосточный федеральный округ           | 8,131,560  | ウラジオストク Владивосток           |      |

さらに、2004年12月に地方自治体の首長を選挙制で選ぶ方式から、大統領が指名して地方議会が承認するという方式に転換した。事実上の官選化となるこの措置に対し、欧米諸国ではプーチン政権による強権支配が民主主義を脅かすという批判が生じた。
地方自治体の首長（共和国首長・州知事など）や地方議会の選挙は毎年9月第2日曜日に行われており、直近では2023年9月10日に執行された。

### 主要都市

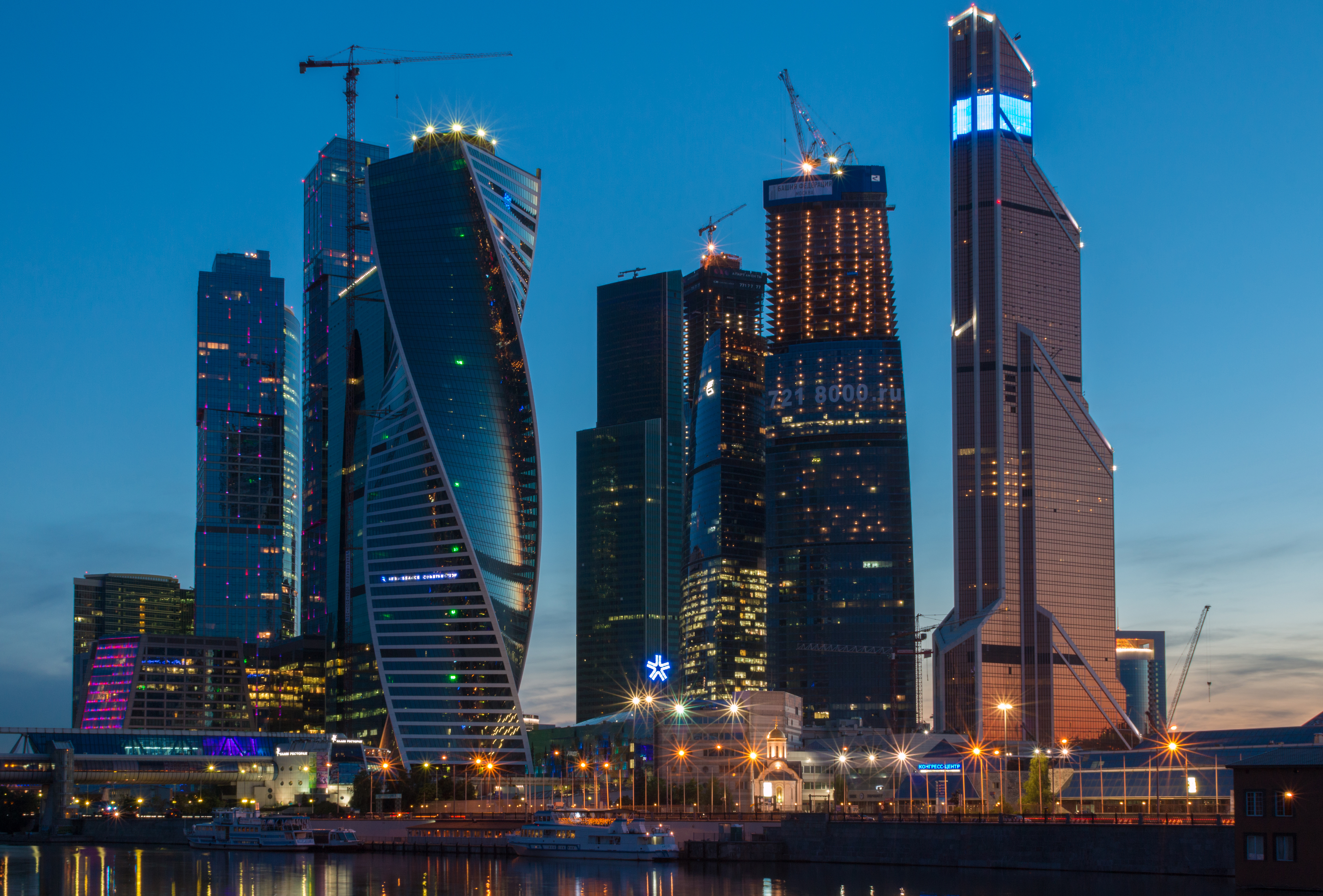
モスクワ・シティ

ロシアには人口100万人を超える都市が15（2021年時点）ある。最大の都市は首都モスクワ（1,260万人〈2021年時点〉）である。続くサンクトペテルブルク（545万人〈2021年時点〉）との2都市が規模としては飛び抜けて大きく、独立したロシア連邦の構成主体（連邦市）としてほかの州や連邦内の共和国と同格となる。ウラル山脈東山麓のエカテリンブルク、チェリャビンスク、シベリアのオムスク、ノヴォシビルスクを除く都市はすべてウラル山脈よりも西側、すなわちヨーロッパロシアに位置する。一方、厳しい気候条件のために長らく人口希薄地域であった極東部や北極海沿岸地域でも、19世紀以降に鉄道・港湾整備や鉱業開発などに伴う都市建設が進み、ハバロフスクやウラジオストクは50万人を超える人口を持つ。
| 1              | モスクワ             | モスクワ             | 12,582,631 | 11 | ウファ           | バシコルトスタン共和国 | 1,135,658 |
| 2              | サンクトペテルブルク | サンクトペテルブルク | 5,452,852  | 12 | クラスノヤルスク | クラスノヤルスク地方   | 1,106,550 |
| 3              | ノヴォシビルスク     | ノヴォシビルスク州   | 1,641,654  | 13 | ヴォロネジ       | ヴォロネジ州           | 1,076,784 |
| 4              | エカテリンブルク     | スヴェルドロフスク州 | 1,508,966  | 14 | ペルミ           | ペルミ地方             | 1,062,045 |
| 5              | カザン               | タタールスタン共和国 | 1,269,382  | 15 | ヴォルゴグラード | ヴォルゴグラード州     | 1,007,784 |
| 6              | ニジニ・ノヴゴロド   | ニジニ・ノヴゴロド州 | 1,252,398  | 16 | クラスノダール   | クラスノダール地方     | 953,816   |
| 7              | チェリャビンスク     | チェリャビンスク州   | 1,203,547  | 17 | サラトフ         | サラトフ州             | 838,056   |
| 8              | サマーラ             | サマラ州             | 1,155,859  | 18 | チュメニ         | チュメニ州             | 834,134   |
| 9              | オムスク             | オムスク州           | 1,154,546  | 19 | トリヤッチ       | サマラ州               | 697,440   |
| 10             | ロストフ・ナ・ドヌ   | ロストフ州           | 1,142,886  | 20 | イジェフスク     | ウドムルト共和国       | 650,223   |
| 2021年国勢調査 |                      |                      |            |    |                  |                        |           |

## 経済

ソビエト連邦の崩壊後の経済成長。GDP（PPP）は1990年代から2000年代で2倍以上に成長している

ロシアは、ブラジル・中国・インド・南アフリカとともに「BRICS」と呼ばれる新興経済国群の一つに挙げられている。IMFによると、2021年のロシアのGDPは1兆5800億ドルであり、世界第11位である。一方、1人あたりのGDPは1万1,163ドルで、首都モスクワと地方の格差もあり、ロシア全体では先進国より低い水準である。中村逸郎は、GDPの約70パーセントを国民の1パーセントである富裕層が持っているとしている。
ソ連解体後、ボリス・エリツィン大統領の主導のもと市場経済化が進められたが、このためにかえって急速なインフレーションを招き、1990年代半ばには経済的に落ち込んだ。その後、成長に転じつつあったが、1997年のアジア通貨危機の影響を受けて1998年に財政危機を招き、再び落ち込んだ。2014年のクリミア併合による欧米からの経済制裁と石油価格の下落により、経済は低迷している。

### 資源依存の経済
2019年現在、ロシアはアメリカとサウジアラビアに次ぐ世界第3位の原油生産国であり、同時にサウジアラビアに次ぐ世界第2位の原油輸出国である。2003年以来の原油価格上昇によって貿易収支が改善し、市場経済転換後の長い経済停滞を脱し、急速な景気回復が見られた。豊富な地下資源を武器に石油の価格が高いときに成長が続く。その石油産業への依存の重さや自由化の恩恵にあずかった者（オリガルヒ、新富裕層、体制転換の混乱で成り上がった新ロシア人に代表される）とそうでない者の貧富の格差の拡大、チェチェン独立派武装勢力によるテロのリスクなど、不安定要因もいくつかは見られる。
石油価格が高かった2000年にはGDP成長率が10パーセントを越える一方、インフレーションも抑制され、好調が続いた。1人当たり名目GDPも、1999年には1,334ドルに過ぎなかったのが、2006年には6,879ドルと5倍強の増加を見せた。しかし、輸出の6割以上を原油や天然ガスなどの鉱物資源に頼る経済構造となっている、いわゆるモノカルチャー経済である。モーリー・ロバートソンは「石油の値段が世界的に右肩上がりのときはお金がどんどん入ってくるが、原油が安くなるとあっという間に貧乏に転落するという図式」と説明する。

### 農業
農産物の自給自足にも力を入れており、ロシアは世界における「最大の小麦輸出国」ならびに「米の栽培の北限地」として知られている。米国農務省は、2016年度・2017年度（2016年7月 - 2017年6月）のロシアによる小麦輸出量の推定量を50万トン引き上げ、記録的な2,500万トンとしている。なお、2015年度・2016年度に米国（2,120万トン）とカナダ（2,250万トン）を抜いて世界の主要輸出国となっている。2014年、同国での米生産量は113万8,000トン（うち90パーセントがクラスノダール地方での栽培）で生産量は記録的に高いものとなっている。加えて、米の栽培効率は1ヘクタールあたり7,100キログラムで、ヨーロッパにおいて米を生産する国で知られるスペイン、イタリアに比較しても多いものとなっているうえ、アジア諸国より多い。同国の米はウズベキスタン、タジキスタン、トルクメニスタン、トルコにも輸出されている。
米国農務省による2021-22年度推計では、ロシアの小麦は生産量が過去最多の8600万トン、輸出量は4000万トンで世界一を維持する見通しである。ソ連時代は大量の穀物を輸入していたが、平坦な国土に農地が広がっており、ロシア経済の安定化に伴い農機や肥料の投入増、畜産の効率向上による飼料に使う小麦の節約で、生産性や輸出余力が高まった。欧米の経済生産による通貨ルーブルの下落も輸出競争力を高めているが、パン価格の上昇に国民が不満を抱くと輸出関税などで国外への出荷を抑えようとする政策も採られている。

### 漁業

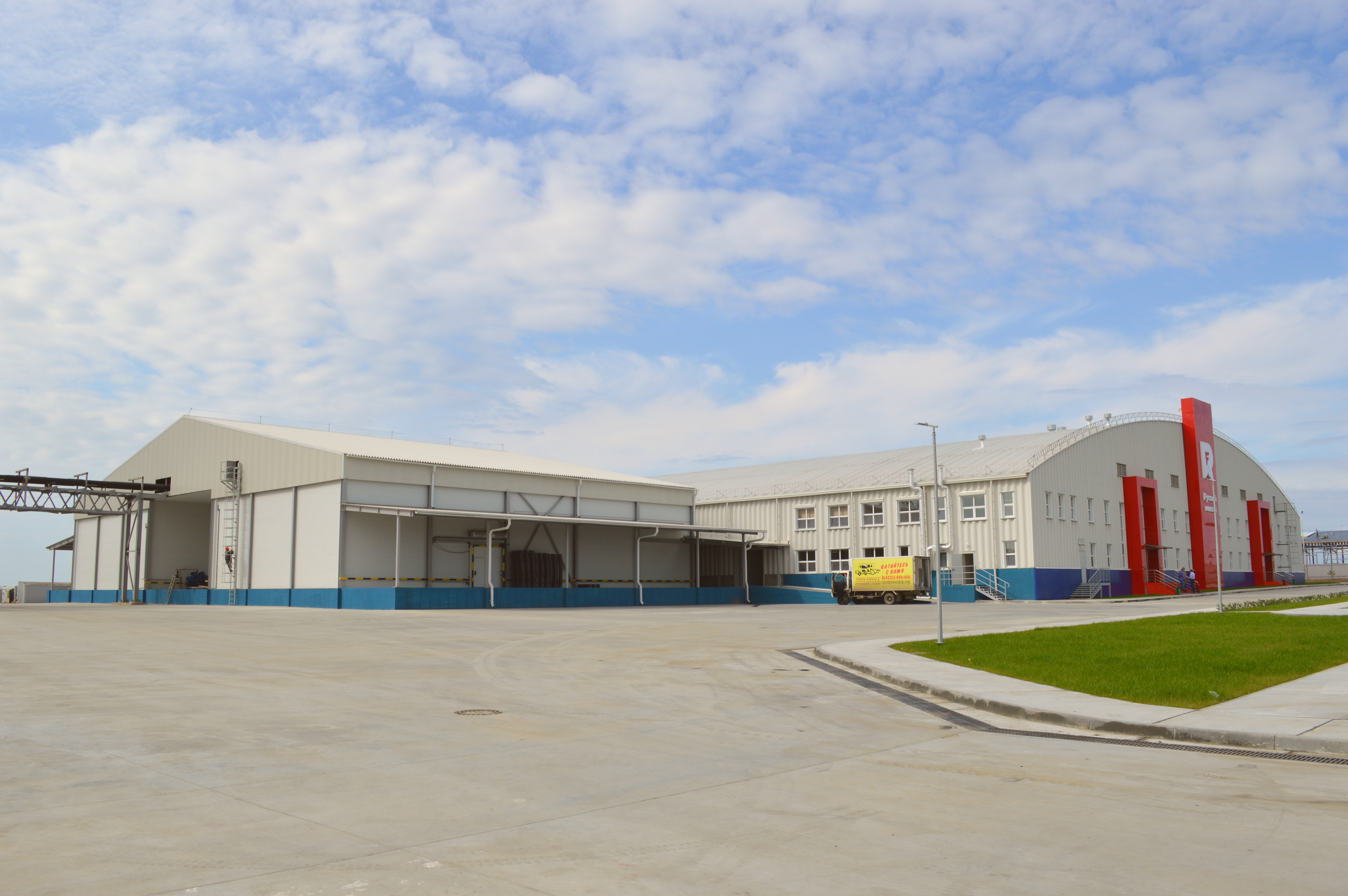
沿海地方ナジェジジンスコエ地区のスケソウダラ水産加工工場

ロシア連邦の海岸線は、カナダ、グリーンランド、インドネシアの海岸線に次いで世界4位の長さとなっている。ロシアの漁業の排他的経済水域（EEZ）は760万平方キロメートルで、内陸のカスピ海と200万本以上の河川を加え、3つの海洋と12か所の海への航路が含まれている
また、沿海地方にはロシア領内最大規模のスケソウダラ水産加工工場の拠点がある。

### 鉱業

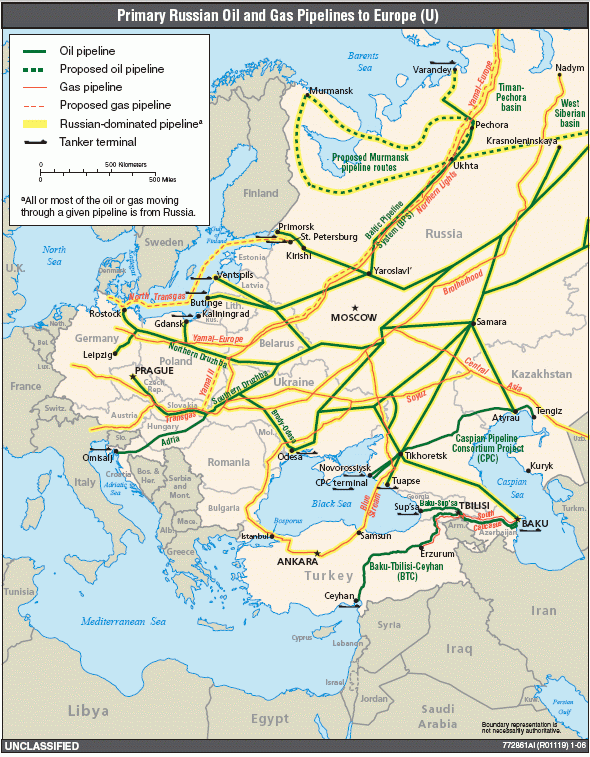
ロシアから伸びる原油・天然ガスのパイプライン

ロシアはもっとも鉱物資源が豊富な国の一つである。産出量が世界シェア10位以内となる資源だけで20種類におよぶ（以下の統計数値は、経済産業調査会『鉱業便覧 平成14年版』による2002年時点のもの）。
有機鉱物資源では、天然ガス（21,807千兆ジュール、21.9パーセント、2位）、原油（3.5億トン、10.3パーセント、2位）、燃料に用いられる亜炭（8,668万トン、9.5パーセント、4位）、石炭（1.6億トン、4.4パーセント、6位）の採掘量が多い。原油と天然ガスの産出量は1位の国（サウジアラビアと米国）との差が小さく、いずれも2ポイント未満の差にとどまる。このため、統計年度によっては1位となることもある。
これらの有機鉱物資源のうち、国内で消費される比率が高いのが石炭と亜炭（88パーセント）と天然ガス（69パーセント）である。一方、原油の国内消費比率は29パーセントと低く、主に輸出されている。ロシアの原油輸出量は世界第2位（1億6,211万トン、2001年）である。

### エネルギー

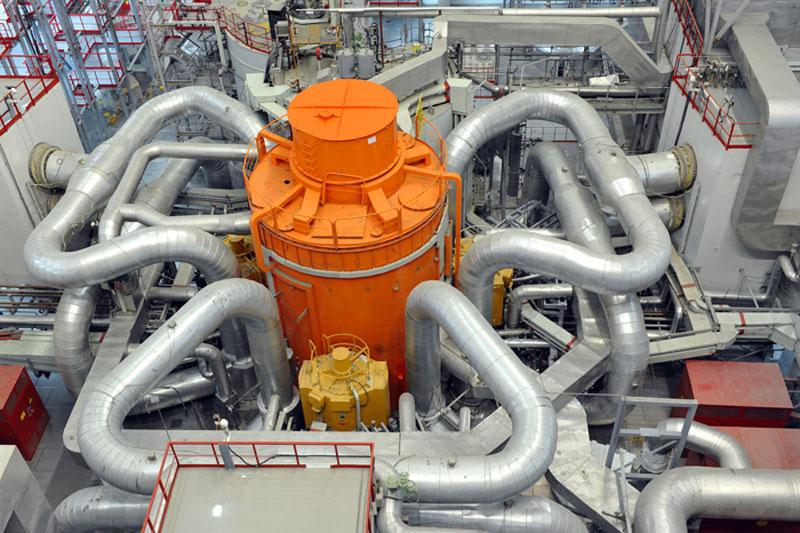
ベロヤルスク原子力発電所4号機『ナトリウム冷却高速中性子炉：BN-800』

ロシアはエネルギー資源ならびに天然資源が豊富な国家である。天然ガス埋蔵量は世界最大（確認埋蔵量の18パーセント）で、石炭埋蔵量は世界第2位となっている。天然ガス生産国では世界第2位、石油生産国では第3位、石炭生産国では第6位、そして原子力発電生産国としては第4位である。
石油とガスは2017年に連邦予算の36パーセントを占めた。2016年にはヨーロッパの天然ガス輸入の70パーセント以上がロシアから輸入され、原油輸入の3分の1以上もロシアから輸入された。逆に、ロシアの原油輸出のほぼ60パーセント、天然ガス輸出の75パーセント以上はヨーロッパ向けであった。
ロシアのエネルギー部門は自国経済において支配的な位置を占めており、同時に世界最大規模の部門の一つとして認知されている。

### 観光

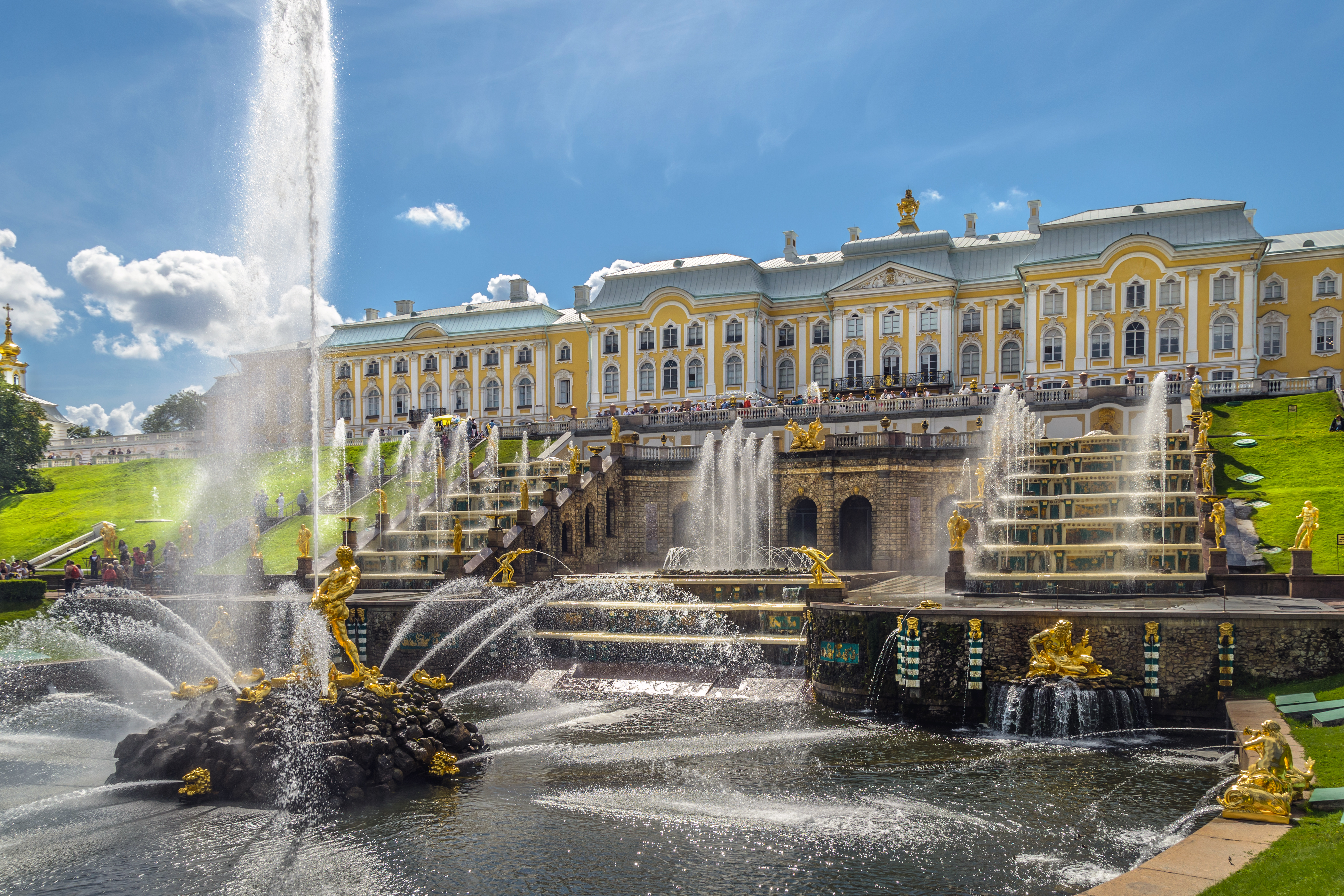
サンクトペテルブルクの人気観光スポットであるペテルゴフ宮殿

ロシアは世界有数の観光地として知られている。観光スポットが各地にあり、海外から多くの観光客が訪れている。その中で最も代表的なものとして知られているのは、世界遺産に登録されているサンクトペテルブルク歴史地区と関連建造物群や赤の広場である。

### 貿易

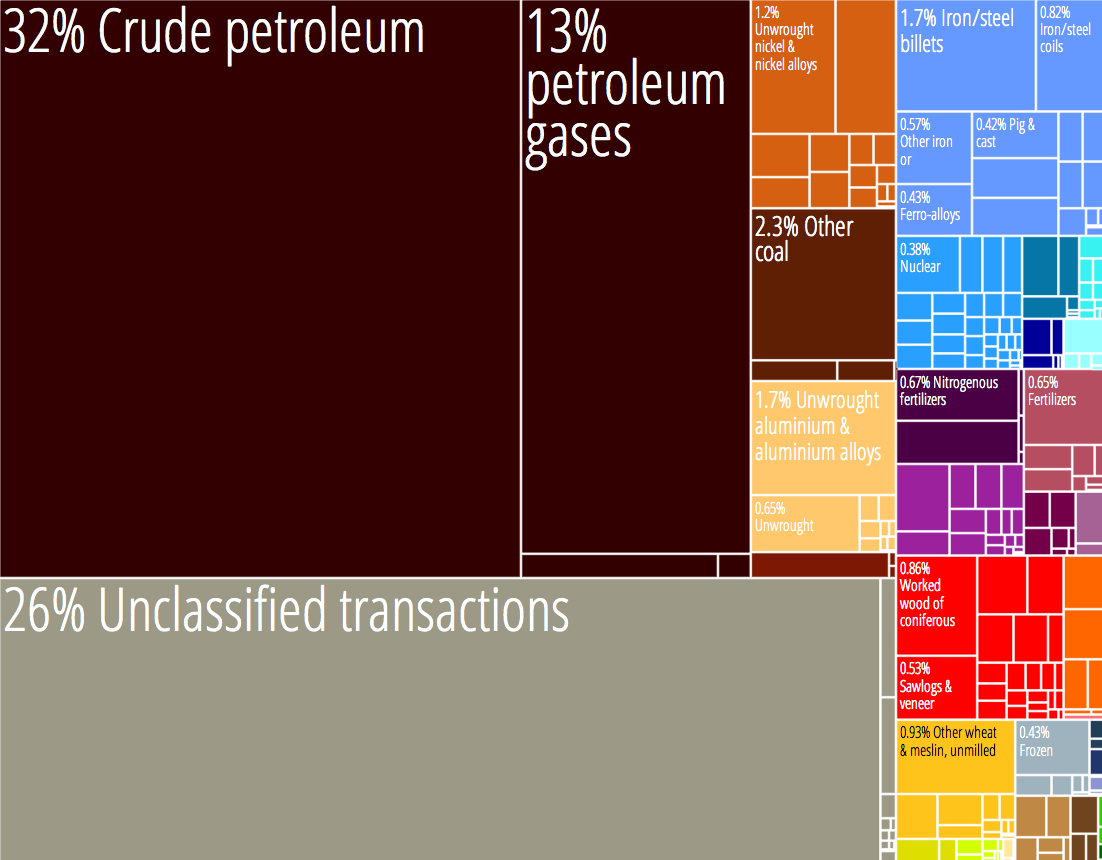
色と面積で示したロシアの輸出品目

ロシア経済に占める貿易の割合は急拡大している。1992年時点では、国民総生産3,978億ドルに対し、輸出が381億ドル、輸入が350億ドルであった。2003年には、国民総生産4,885億ドルに対し輸出は1,260億ドル、輸入524億ドルに増加しており、輸出の伸びが著しい。これは原油および、石油関連の生産・輸出拡大によるものである。ロシアの貿易構造は1992年から2003年までの約10年間で大きく変化してきた。1992年時点ではソ連を構成していた諸国に対する貿易が、輸出で7割、輸入で5割を占め経済ブロックを形成していた。品目では機械と原油、化学工業製品を輸出し、建設機械と軽工業品、食料を輸入していた。ところが、2003年時点では輸出入とも相手国が分散する。原油や石油製品を輸出し、機械や自動車を輸入している。つまり、機械工業の落ち込みと原油輸出の大幅な伸びが特徴といえる。
1992年時点の輸出品の品目別の比率は、United Nations Statistical Yearbook 2003などによると、建築機械（35.0%）、天然ガスを含む原油（14.7%）、化学品（10.6%）、軽工業品（8.1%）、鉄鋼（6.9%）。同輸入品は、建築機械（36.2%）、軽工業品（20.4%）、食料（16.7%）、化学品（7.5%）、鉄鋼（5.0%）。2003年時点の輸出品の品目別の比率は、原油 (27.6%)、石油ガス (13.0%)、石油製品 (10.4%)、鉄鋼 (6.1%)、アルミニウム（2.6%）である。2003年時点の貿易相手国は輸出相手国が順に、オランダ（6.2%）、中国、ベラルーシ、ドイツ、ウクライナ、輸入相手国が順にドイツ（14.1%）、ベラルーシ、ウクライナ、中国、アメリカとなっている。
日本との貿易は順調に拡大している。日本からの輸入額は15億ドルから45億ドルへ、輸出額は28億ドルから62億ドルに伸びている。品目は輸入を中心に変化した。日本への輸出の変化を見ると、1992年時点は魚介類、木材の2品目で5割弱を占め、アルミニウム（アルミニウム合金を含む）、石炭、白金が続いた。これが2003年になるとアルミニウム（アルミニウム合金を含む、22.4%）、魚介類、石炭、木材、原油となった。輸入は、機械類（26.7%）、鉄鋼、電気機械、自動車、プラスチックであったものが、乗用車（62.1%）、建設機械（6.4%）、映像機器、通信機器、バスに変わった。品目が自動車に集中したことになる。

## 交通

### 鉄道
ロシア鉄道のシベリア鉄道をはじめとする客車での運転スタイルが基本となるが、エレクトリーチカーなどの例外もある。ロシア鉄道の運行するシベリア鉄道を7日間かけて全線走破する特急ロシア号（ウラジボストク駅→ヤロスラフスキー駅）、同じくロシア鉄道の運行する特急オケアン（太洋）号（ウエラジオストク駅→ハバロフスク駅）などが有名である。

## 科学技術

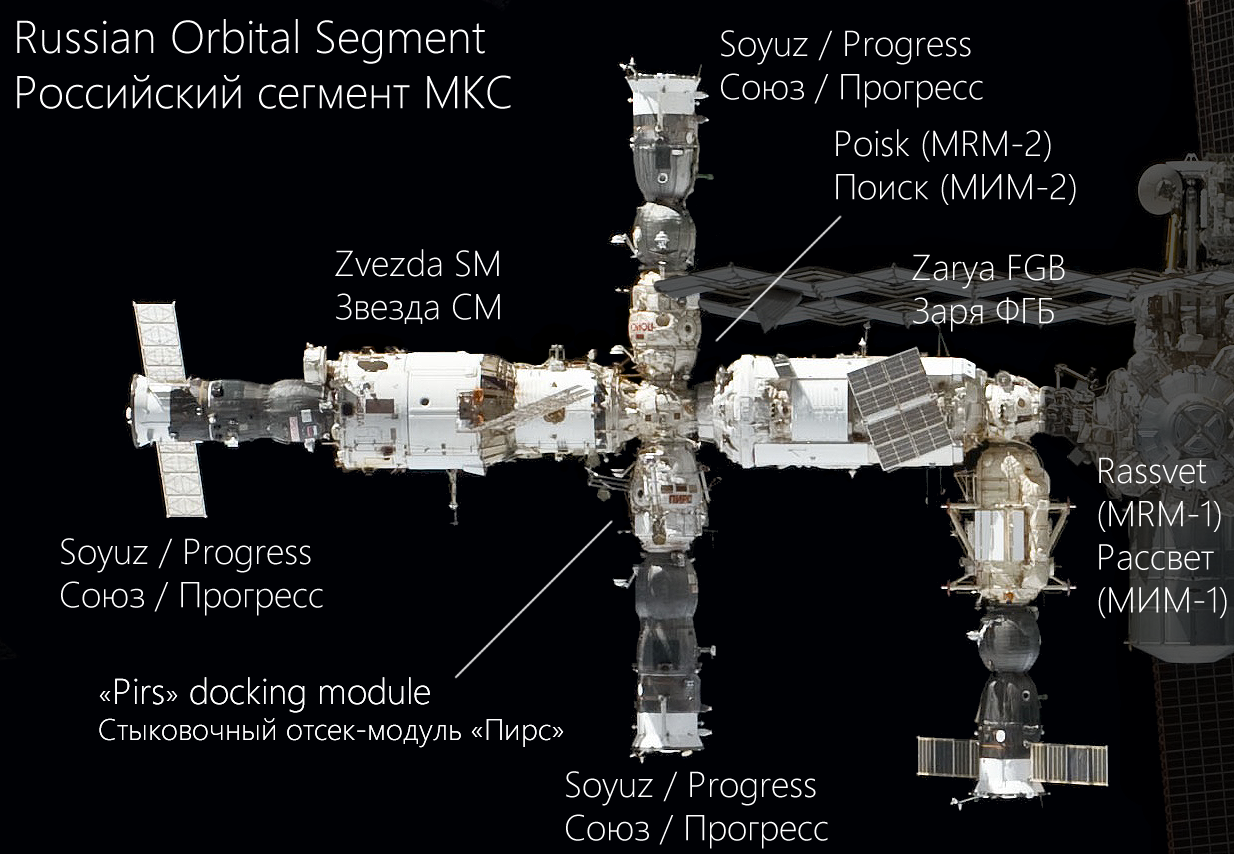
国際宇宙ステーションのロシア軌道セグメント

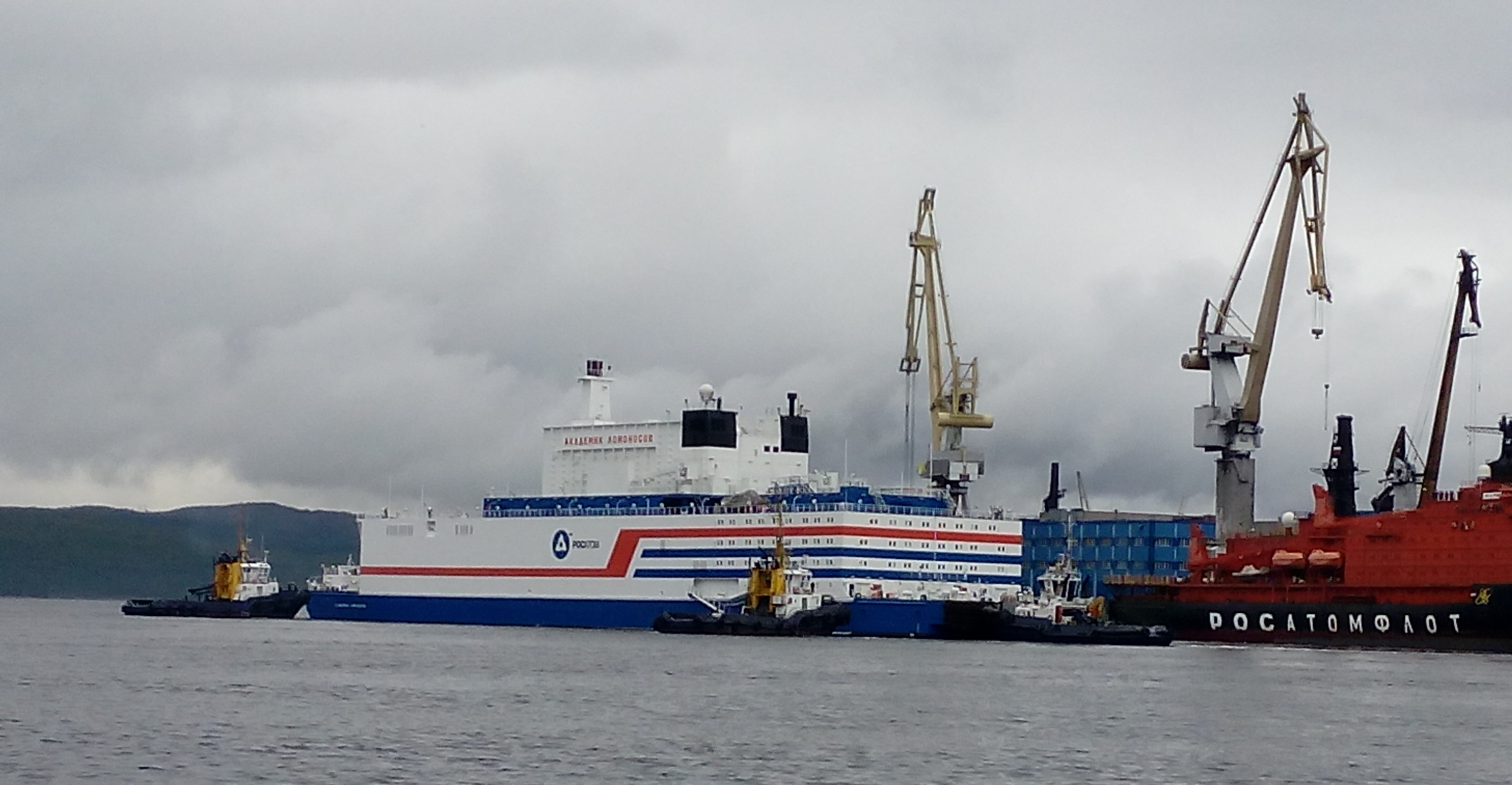
世界初の浮体原子力発電所『アカデミック・ロモノソフ』

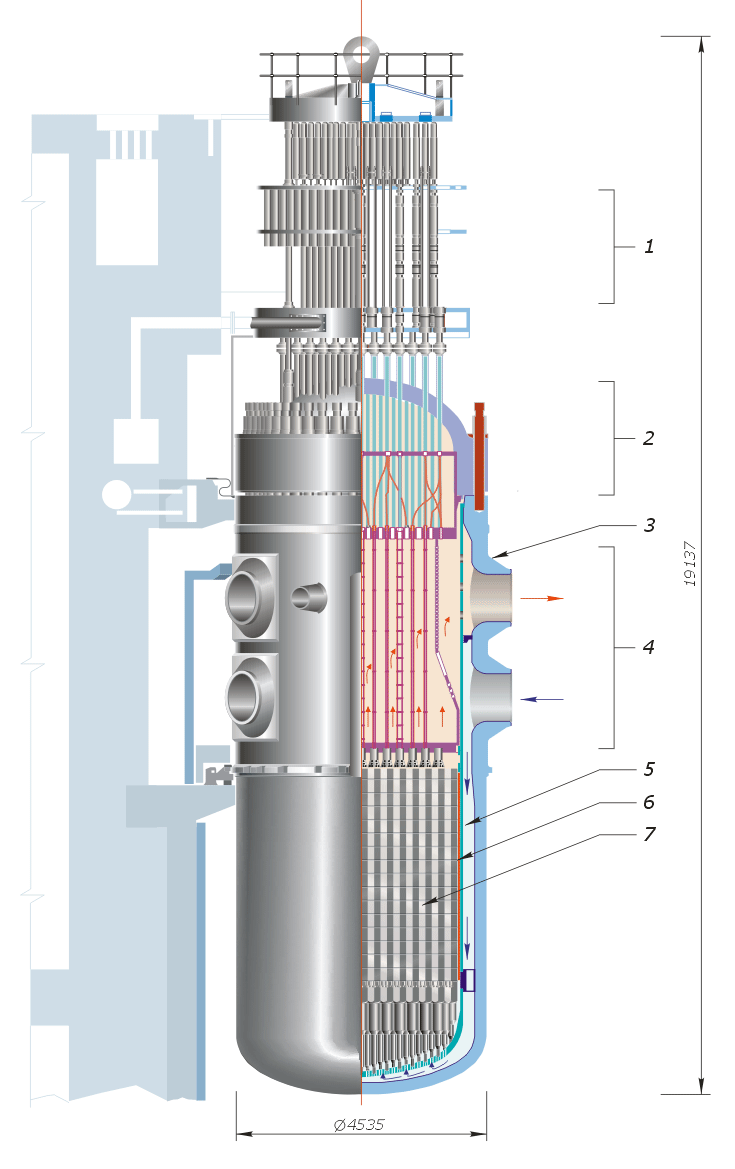
VVER-1200

ロシアの科学技術は、ピョートル大帝がロシア科学アカデミーとサンクトペテルブルク大学を設立し、博学者ミハイル・ロモノーソフがモスクワ大学を設立した啓蒙時代から急速に発展した。
19世紀から20世紀にかけて、ロシアは多くの著名な科学者を輩出しており、物理学、天文学、数学、コンピューティング、化学、生物学、地質学、地理学などの学系分野に重要な貢献を果たしている。元素周期表のドミトリ・メンデレーエフ、近年ではポアンカレ予想のグリゴリー・ペレルマンなどが著名である。
なお、ロシアにおいて発明家や技術者の存在は、電気工学、造船、航空宇宙、兵器、通信、IT、核技術、宇宙技術などに幅広く影響を及ぼしている。特に、宇宙技術に関しては前身であるソ連まで含めると、最も長い開発の歴史を持つ国の一つである。ソ連時代では、冷戦という形の開発競争でアメリカとともに常に世界を牽引し続けてきた存在であった。また、ロシア連邦移行後もISSの開発などに参加し、人類の技術発展に影響をおよぼしている。

## 人口

ロシアの人口ピラミッド

20世紀のロシアの人口動態は、第一次大戦・干渉戦争期そして第二次世界大戦期と2度にわたって激減したが、その後は回復傾向にあった。しかし、1992年以降再び人口減少が続き、1992年で最大1億4,800万人いた人口が、2050年には1億1,000万人程度まで減少すると見られている。原因には、出生率の低下や男性の平均寿命がきわめて短くなっていることがある。ロシアの男性の平均寿命は1987年以降短くなる傾向にあり、世界銀行の統計によると1994年には57.6歳まで低下した。その後回復し、2017年時点では67.5歳である。女性は、1993年に71.2歳まで低下したが、2017年には77.6歳と上昇、男女差は10歳ときわめて大きいままである。ちなみに2008年、OECD諸国の平均は男性77.2歳、女性82.8歳と男女差は6歳程度である。続いていた人口減少は2012年に止まり、2014年のクリミア併合で人口増加に転じたが2016年の減少に戻り、2020年は約51万人の減少となった。また、出生率も2015年には1.78をピークに上昇したが、2018年時点では1.5人程である。
自然減を移民受け入れによる社会増が相殺したことで、21年の総人口は1億4474万人に持ち直した。しかしウクライナ侵攻により生殖適齢期のロシア人男性数十万人が動員され、多くの死傷者が出ており、経済的困難と不確実性に直面する女性の避妊行動も拡大している。さらに、100万人規模の国外脱出、労働移民の激減を引き起こしており、「プーチンの戦争は人口増加の潜在的な源泉をすべて台無しにしている」と指摘されている。実際、23年の出生数は、ソ連崩壊後では最も低くなり、人口も21年から92万人減少した。

## 民族・宗教
| 民族構成（ロシア） | 民族構成（ロシア） | 民族構成（ロシア） | 民族構成（ロシア） | 民族構成（ロシア） |
| ------------------ | ------------------ | ------------------ | ------------------ | ------------------ |
|                    |                    |                    |                    |                    |
| スラヴ人           | スラヴ人           |                    | 82.7%              | 82.7%              |
| テュルク系         | テュルク系         |                    | 8.7%               | 8.7%               |
| コーカサス系       | コーカサス系       |                    | 3.7%               | 3.7%               |
| ウラル系           | ウラル系           |                    | 1.6%               | 1.6%               |
| その他             | その他             |                    | 3.3%               | 3.3%               |

ロシアには182の民族が住み、移民は約700万人とされる多民族国家である。2010年の統計によると約80パーセントは東スラブ系民族となっており、ロシア人（民族）が全人口の77.71パーセントを占める。同じ東スラブ人のウクライナ人の割合も1.35パーセントと全体の3位となっており、ベラルーシ人やポーランド人を含めたスラブ系全体では82.7パーセントを占める。
テュルク系のタタール人はロシア人に次いで多い民族集団となっており全体の3.72パーセントを占め、バシキール人やチュヴァシ人、トゥヴァ人、アルタイ人、カザフ人、ウズベク人、アゼルバイジャン人、サハ人などのテュルク系民族はロシア全体の8.7パーセントを占める。
コーカサス系で最も多いのがチェチェン人で全体では6位の1パーセントを占め、イングーシ人、オセット人、アヴァール人、アルメニア人、グルジア人などを合わせるとコーカサス系民族はテュルク系に次いで多い3.7パーセントを占めている。
ウラル系はマリ人、モルドヴィン人、カレリア人、ウドムルト人、ネネツ人などで構成され、全体の1.6パーセントを占めている。
そのほか、モンゴル系民族のカルムィク人、ブリヤート人、ツングース系民族のエヴェンキ人、エスキモー系のユピク人、さらに、ユダヤ人やゲルマン系のドイツ人など多くの非スラヴ系民族がいるが、公用語であるロシア語が民族共和国を含め全域でほぼ完全に通用する。

### 言語

ロシア語を使用する地域

ロシア語が公用語である。ロシアの各共和国の公用語として以下の29言語がある: アバザ語、アディゲ語、アルタイ語、アヴァル語、アゼルバイジャン語、バシキール語、ブリヤート語、チェチェン語、チュヴァシ語、エルジャ語、イングーシ語、カザフ語、カバルド語、カルムイク語（Kalmyk Oirat）、カラチャイ・バルカル語、ハカス語、コミ・ジリエーン語（コミ語）、レズギ語、マンシ語、マリ語、モクシャ語、ノガイ語、オセット語、タタール語、トゥバ語、ウドムルト語、サハ語、ウクライナ語、クリミア・タタール語。

### 宗教
ロシア人を含めた多くの民族がキリスト教正教会の信徒であるが、カトリック、プロテスタントやイスラム教、ユダヤ教、仏教などの信徒も少なくない。

## 社会制度

### 結婚
法律上結婚可能な年齢は成人となる年齢と同じ18歳である。ただし尊重すべき理由があるときはそれ以下の年齢でも認められる場合がある（ロシア連邦家族法典 13条。2017年12月29日改定を閲覧）。
結婚後の姓は夫婦どちらかの姓に合わせる（同姓）、結婚前のまま（別姓）、姓を結合する（二重姓）の3通りあり（家族法典32条）、同姓の場合は妻が夫の姓に合わせることが多い。なおロシア連邦民法典19条により個人の姓・名前・父称の変更は一定の手続きにより可能である。
婚姻登録の申請は特別な事情がある場合を除き、結婚する1か月前までに行う（家族法典11条）。宗教やほかの形式での結婚式が行われることもあるが、家族関係や出生・死亡を扱う市民登記機関であるザックス（ロシア語: ЗАГС、ザークスなどとも表記）にある結婚式場で婚姻の署名などを式典形式で行う結婚式がよく行われる。これはソビエト連邦時代からのものである。
ロシアでは同性結婚は違法となっており、2020年以降、同国憲法においても同性結婚を明示的に禁止している。

### 教育
(日本の小学校から高等学校に相当する)11学年制の義務教育課程の時点で『微積分・確率統計・代数幾何・基礎解析』初級数学は全課程履修必須及び『第一外国語(義務教育の第2学年から開始：西洋系の言語である“英語・ドイツ語・フランス語・スペイン語の4ヶ国語”から選択)/第二外国語(義務教育の第5学年から開始：東洋系の言語である“中国語”も選択可能となる)』語学教育必須の旧ソ連時代同様の詰め込み教育主体である。
2023年8月、9月の新学期から16-18歳の学生向けに使用される初めての全国統一歴史教科書が導入された。内容は、ソ連崩壊からプーチン統治時代、ウクライナ侵攻の原因に至るまで、ほぼ完璧にプーチンの歴史観と政権が用いている解釈が映し出されており、プーチン政権によるプロパガンダが強調される形となっている。

### 保健

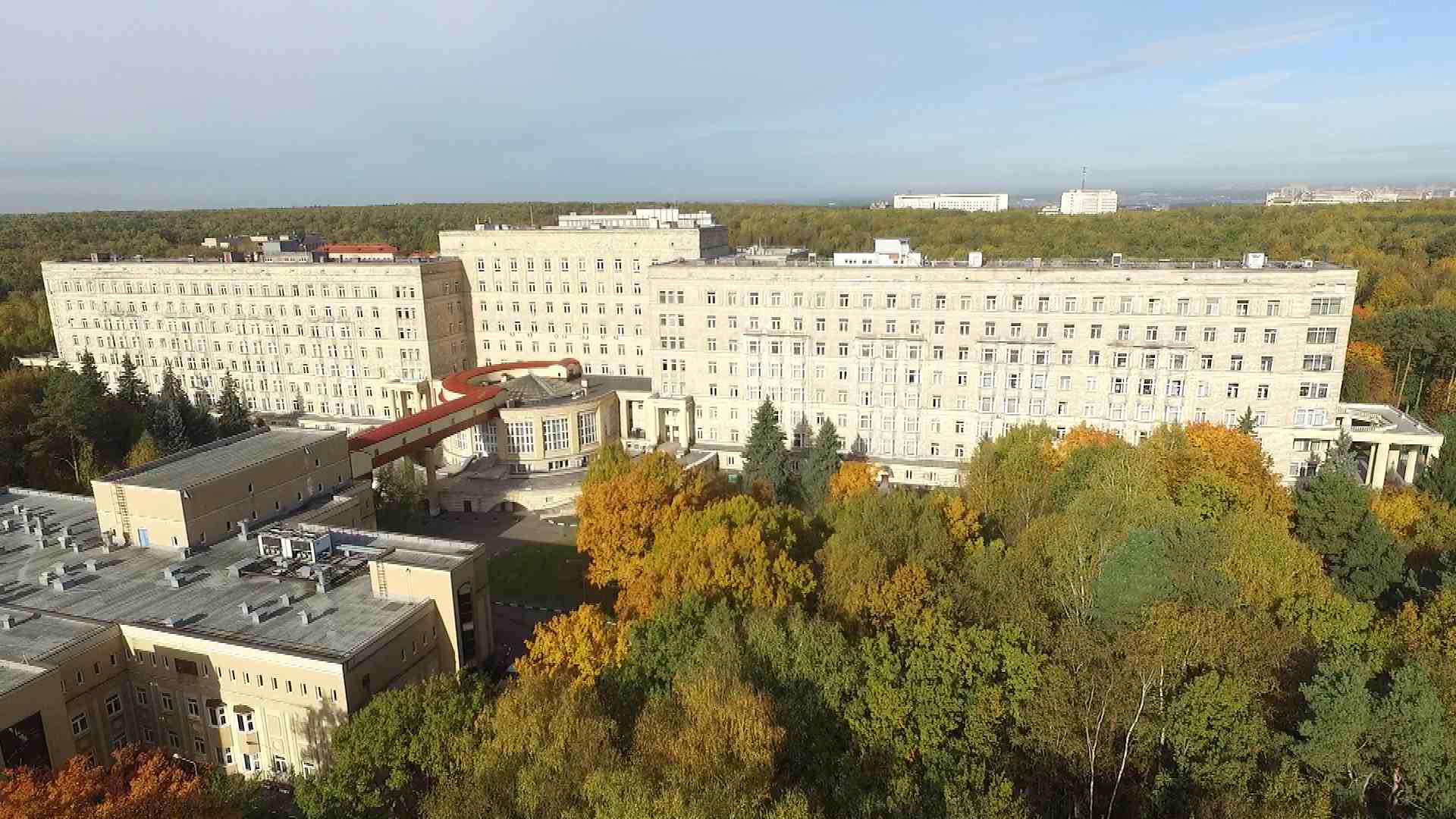
モスクワ中央臨床病院

#### 医療
ロシア憲法においては、全市民へ無料のユニバーサルヘルスケアが保障されている。しかし無料で医療が受けられる範囲は、法定の範囲に限定されている。ロシアの人口1人あたりの医師数・病院数・医療従事者数は世界の中で最も多く、一時はソ連崩壊によって社会・経済・生活様式の変化を受けて悪化したが、しかし2000年代半ばからは回復しており、平均余命は2006年と比べて男性で2.4年、女性で1.4年ほど長くなった。
2009年には、ロシアの平均余命は男性で62.77歳、女性で74.67歳であった。平均余命の男女差が大きい理由は、主に労働年齢層での死亡率の高さに起因し、それは予防可能な死（アルコール依存、喫煙、交通事故、暴力犯罪）であった。このような男女の余命差と第二次世界大戦の戦死者によって人口男女差は大きく、女性1人あたり男性0.859人となっている。ロシア政府は2006年から本格的に少子化対策や医療対策に取り組んでおり、その後の出生率や死亡率は徐々に改善されている。
年金の支給は男性が60歳から、女性が55歳となっているが2018年に引き上げが決定し、2030年までに引き上げが行われる。

### 動物保護
世界動物保護協会の、動物保護指数によると、A-Gの7段階評価で、ロシアはDである。そのうち畜産動物保護の指数は、日本と同じ最低ランクのGとなっている。
2022年9月に、家畜の屠殺を規制する新しい規則が施行され、屠殺は「人道的な方法」で行うべきなどと規定された。しかし人道的な方法が明確化されていないため、動物保護団体から抗議されている。ロシア獣医師会会長は、牛は不適切に扱われているが「お金をたくさん払うよりも、安くて残酷な方法を使う方が簡単だからだ」と述べている。近年家畜福祉の国際的な課題となっている採卵鶏のバタリーケージ割合はロシアではほぼ100％、ロシア農業省が放し飼いの農業を禁止し、家禽の自由な移動を制限することを計画するなど、家畜福祉レベルは低い。

### 孤児問題
2011年時点での国連からの報告では、ロシアから提示された統計によると、同国には65万人以上の孤児が確認・登録されており、その70パーセントは1990年代に孤児院へ誘導されている。このうちの37万人は国営施設に収容されており、残りは里親のもとへ向かうか養子縁組されている 。報告によれば、これらの子供たちの66パーセントから95パーセントが社会的孤児と見なされており、生みの親の1人以上が存命中であることを示唆するものであるとされる。2023年時点でのロシア社会政策担当副首相の発表によると、同国内には34,000人の孤児が存在しているという。

## 治安
ロシアの治安は不安定さが幾か所に見受けられる面を持つ。同国内務省が発表した「2017年時におけるロシア国内の犯罪情勢」によれば、全犯罪の登録件数約2,058,500件（4.7パーセント減）のうち93.0パーセントが摘発されており、同年にロシアで認知された「テロ行為」は37件（前年比プラス48パーセント）、テロに準じた犯罪を含む「テロの性格を有する犯罪」は1,871件（前年比マイナス16パーセント）発生している。傍らで犯罪による死亡者数は29,300人（0.5パーセント増）で、公共施設における犯罪件数は738,000件（6.6パーセント減）となっている。都市部では外国人を狙った強盗やスリ、置き引き、詐欺、クレジットカードやキャッシュカードのスキミングなどの犯罪が多発しており、被害者の中には日本人も含まれているとの報告がある。
一方で、一般国民による反体制抗議運動は、集会法の罰則強化をはじめとする当局による規制の強化により実施されにくい状況になっているものの、それにもかかわらず首都モスクワ市内では反政権活動家による抗議集会などが開催されており、参加者が数万人規模となることもあるとされる。これらの活動は現時点において平穏に行なわれているが、一部の無許可集会などの参加者が治安当局に逮捕されることもあり、旅行などで同国を訪れたり滞在する際には、トラブルを回避するためにも、それらの集会やデモには近付かず干渉しないことを心がける必要性が求められる。

### 法執行機関
ロシアの法執行機関としてロシア内務省、ロシア連邦保安庁（FSB）、連邦国家警備隊などがある。

#### 警察
ロシアの警察は、内務省の一部局である。犯罪捜査を担当する刑事警察は内務省所属だが、一般的な警察官は各連邦構成主体に所属する。
2009年よりメドヴェージェフ大統領らにより警察組織の抜本的改革が進んでいる。

### 人権
ロシア連邦では国民の3人のうち2人がロシア正教徒で構成されており、「同性愛は聖書で禁止されている」ので蛇蝎の如く嫌われるが、挨拶代わりの「フレンチキス」や「ハグ」は握手と同様の社交辞令であり問題とはされないという。
2018年8月4日には、サンクトペテルブルク市のLGBTゲイ・イベントが公的権力により強制中止された。

## メディア

### テレビメディア
- NTV
- チャンネル1
- ロシア1 （ 全ロシア国営テレビ・ラジオ放送会社）
- ロシア・トゥデイ

### ラジオメディア
- 極東ロシア独立放送
- スプートニク （ロシアの声）
- 全ロシア国営テレビ・ラジオ放送会社

### 報道機関
- タス通信
- インテルファクス通信
- ロシアの今日
  - RIAノーボスチ
  - スプートニク
- ロシア・トゥデイ

### 出版

#### 新聞
- イズベスチヤ
- クラスナヤ・ズヴェズダ
- コムソモリスカヤ・プラウダ
- コメルサント
- ニェザヴィーシマヤ・ガゼータ
- ノーヴァヤ・ガゼータ
- プラウダ
- ザ・モスクワ・タイムズ
- モスコフスキー・コムソモーレツ
- ロシア新聞
- 論拠と事実

#### 出版社
- Independent Media Sanoma Magazines
- ナウカ

### インターネット（SNS）
公的機関も含め、YouTubeやInstagramの利用も盛んである。
- LiveJournal
- Mail.ru
- Odnoklassniki
- Rutube - 動画サイト
- VK

## 文化

### 食文化
肉・魚料理、シャシリク類

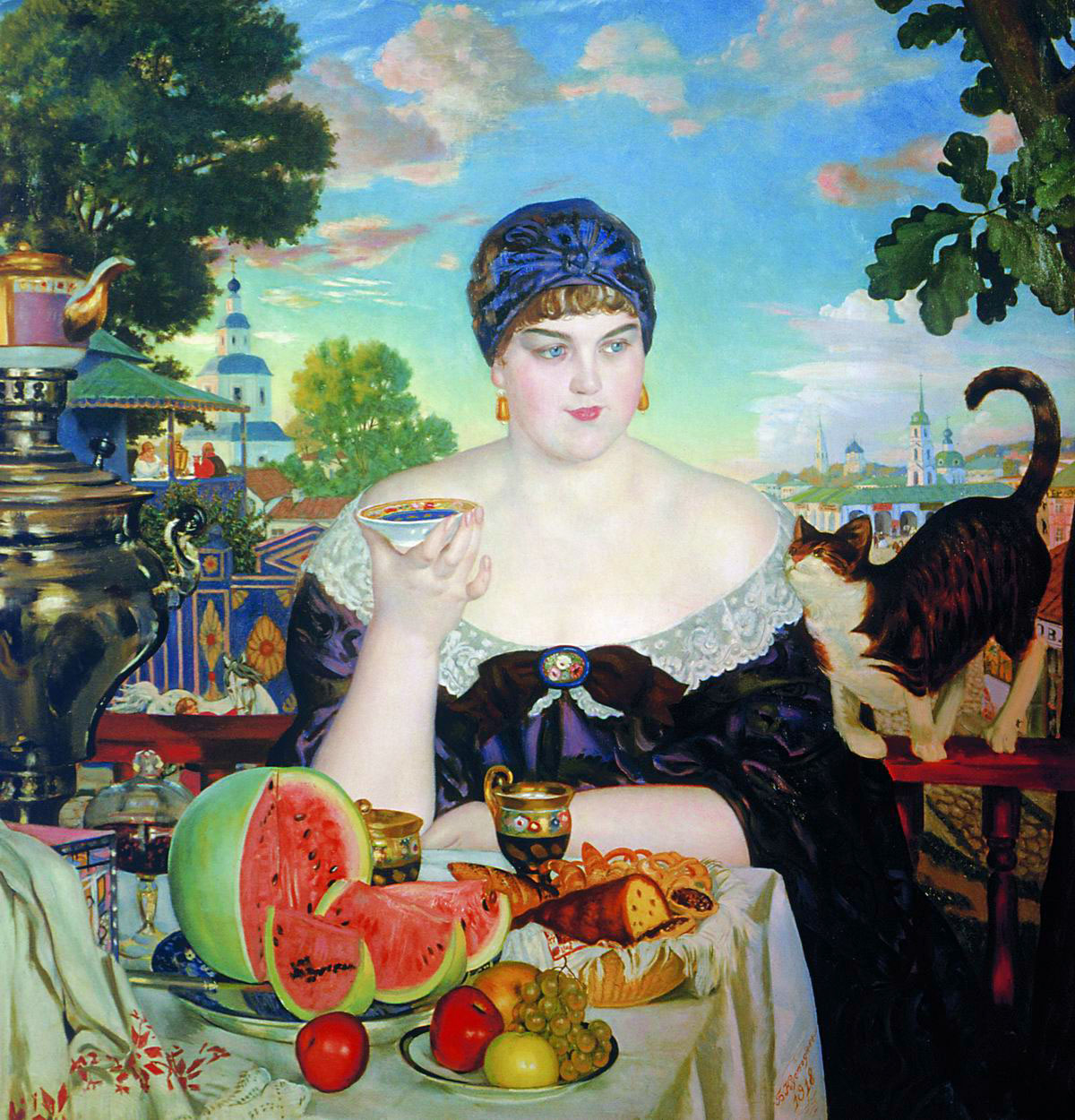
『商人の妻』（ボリス・クストーディエフ画）
ロシアの茶文化を見せている

- ビーフストロガノフ - 牛肉の薄切りをスメタナのソースで和えた料理。
- コトレータ - カツレツ。野菜のコトレータもある。
- シャシリク - 肉の串焼き。カフカースや中央アジアの諸民族の伝統料理
- フォルシュマーク - 刻みニシンにマッシュポテト、タマネギのみじん切りを加えて焼いた料理。
- キシュカ - 血や穀物を用いたソーセージ。

スープ、ボルシチ類
- シチー - キャベツのスープ。
- ボルシチ - テーブルビート（スヴョークラ）、キャベツなどの野菜と肉を煮込み各種調味料で味付けしたスープ。
- ウハー - 魚スープ。
- オクローシカ - 野菜と肉を刻み、クワス（後述）を加えた冷たいスープ。
- セリャンカ - 肉や魚のスープ。
- ラッソーリニク - ピクルスのスープ。

野菜料理
- ガルブツィー - ロールキャベツ。
- サラートオリヴィエ - ポテトサラダ。

パン・粉物料理、ピロシキ類
- ピロシキ - 小型のパイ。
- チェブレキ - 揚げたミートパイ。クリミア・タタール人の伝統料理。
- ペリメニ - 水餃子に似たダンプリング。シベリア起源。
- ブリヌイ（ブリン）- クレープ。
- カーシャ - 粥。

飲み物
- キセリ - 葛湯のようなとろみのある果汁ジュース。

アルコール飲料
ワインについては「ロシアワイン」、ロシア国内におけるビール全般については「ロシアのビール」を参照。
- ウォッカ（ヴォトカ）- ライ麦などから製造される蒸留酒。
- クワス - ライ麦と麦芽を発酵させて作る微アルコール性飲料。
- バルチカ（ロシア語版） - ロシアのビールの一つ。バルチカ社（ロシア語版、英語版）が製造しているブランド商品でもある。

デザート・スイーツ、パスハ類
- ババ - 菓子パン。
- シャルロートカ - ロシア風シャルロット。
- パスハ - フレッシュチーズで作る復活大祭の菓子。
- クリーチ
- プリャーニク - ジンジャーブレッドの一種。

### 文学
- アレクサンドル・プーシキン
- ニコライ・ゴーゴリ
- レフ・トルストイ
- フョードル・ドストエフスキー
- マクシム・ゴーリキー
- エヴゲーニイ・ザミャーチン
- アレクサンドル・ソルジェニーツィン
- アントン・チェーホフ
- イワン・ツルゲーネフ

### 音楽

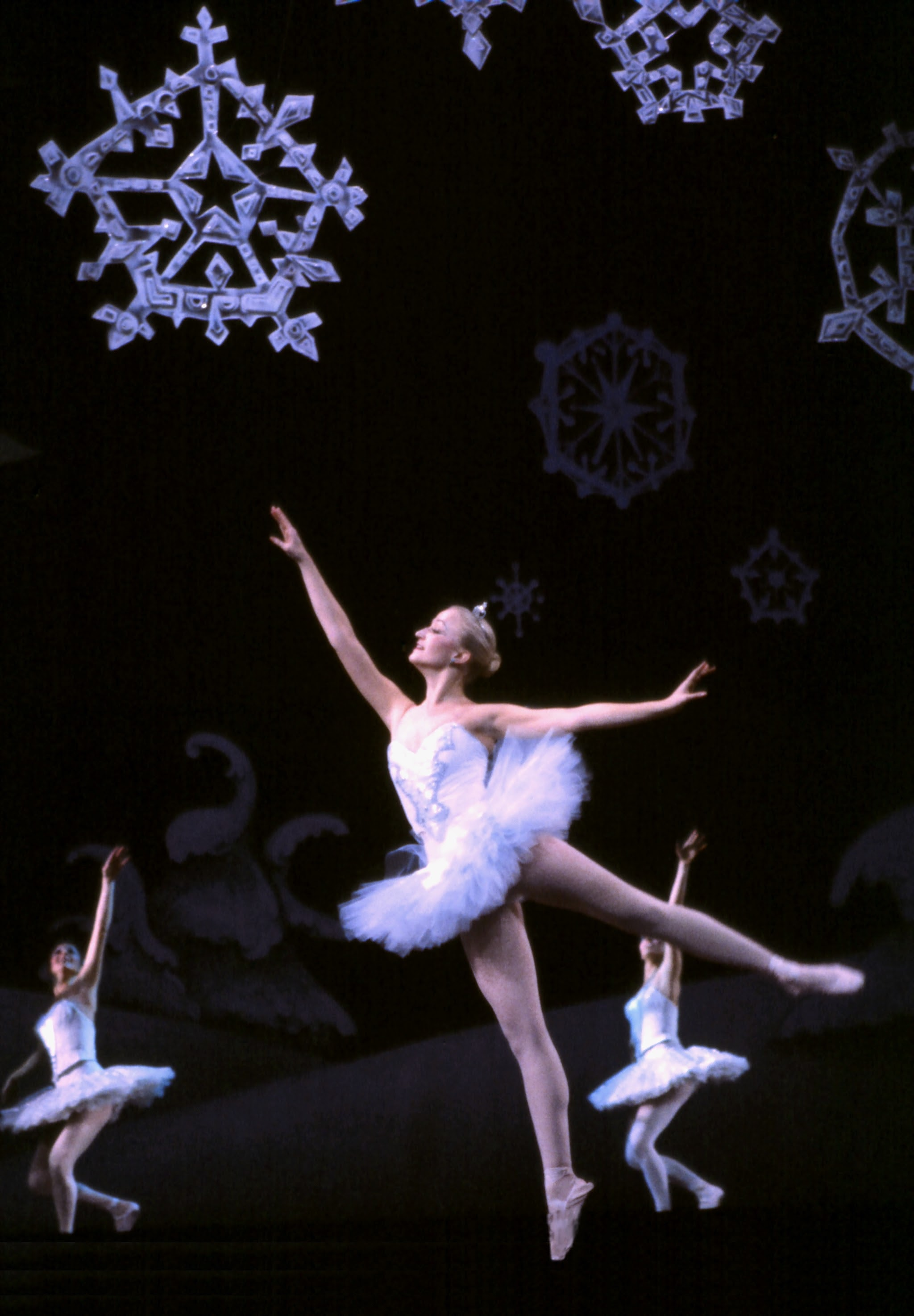
くるみ割り人形から『雪片のワルツ』（ピョートル・チャイコフスキー作曲）

- オペラ
- バレエ
- ロシア国民楽派 - ロシア5人組
- ピョートル・チャイコフスキー
- セルゲイ・プロコフィエフ
- セルゲイ・ラフマニノフ
- ドミートリイ・ショスタコーヴィチ
- フョードル・シャリアピン

### アニメーション
「子供番組の低予算放送枠内でもフルCGによる作画崩壊が無い高品質のアニメーションが製作できる」体制がほぼ確立したため、アニメ制作現場ではCGアニメーション主流となっている。海外では「暴力の表現を含むアダルト向けアニメ作品は公序良俗に反するとして審査・検閲され、倫理規制によりテレビ放送そのものが禁じられる」ので、上記の「子供向けCGアニメ作品」は（2023年5月以降から）ロシア連邦領内および「中東地域／トルコ共和国／キプロス共和国／セルビア共和国／クロアチア共和国／マケドニア地域／ブルガリア共和国」にて放送されている。なお、2Dアニメは「CGによって手描きアニメーション風の作画（セル画）でレンダリング、手描き風の表現による親しみやすい表現と懐かしさを表現する手法」としてセルルックCGアニメーションが確立、セルライクなアニメが絶滅したわけではない。

### 服飾・衣装

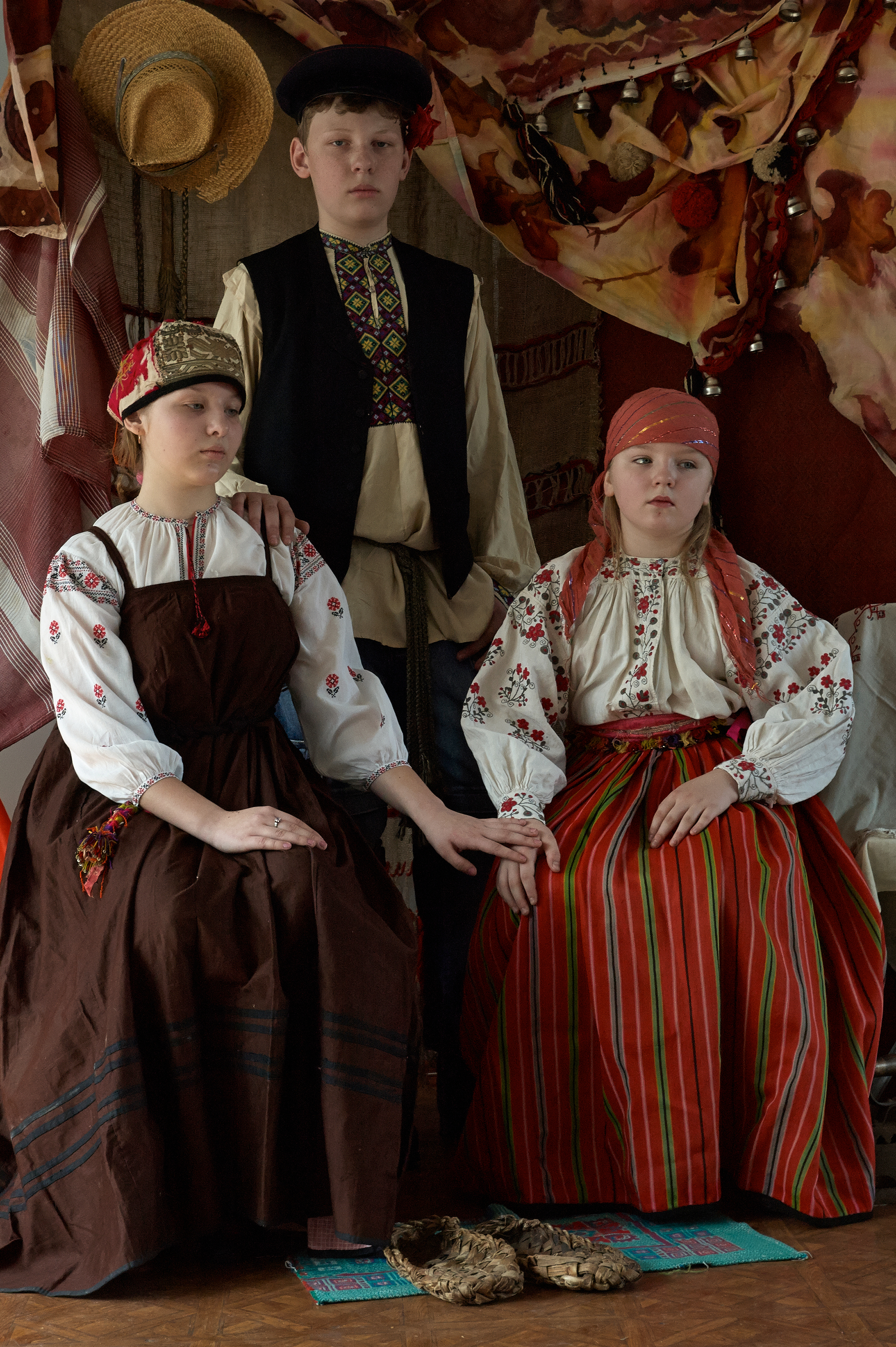
中世時代の農民が着用していた衣装を再現したもの

### 美術

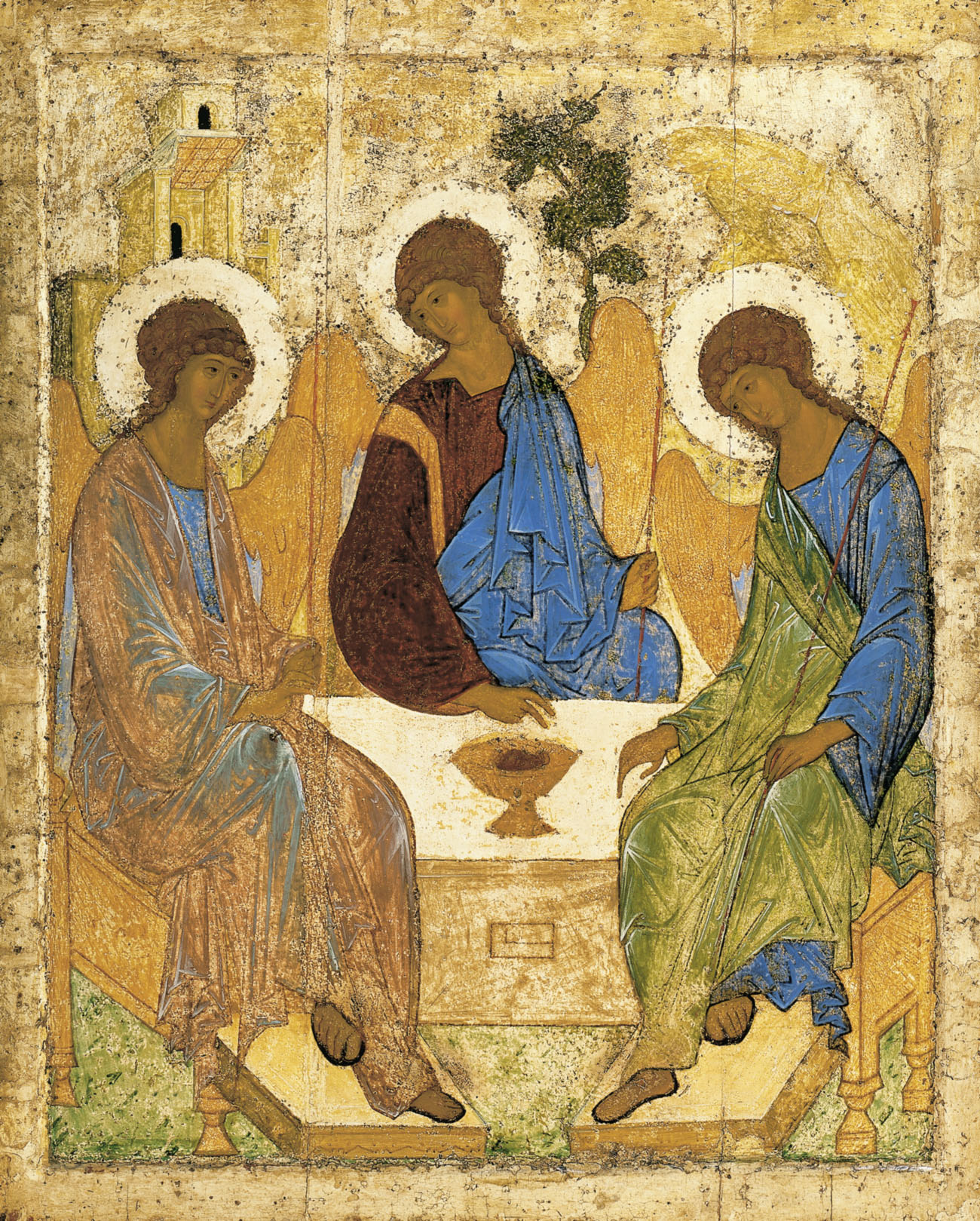
『至聖三者』（アンドレイ・ルブリョフ画）
有名なロシアのイコン

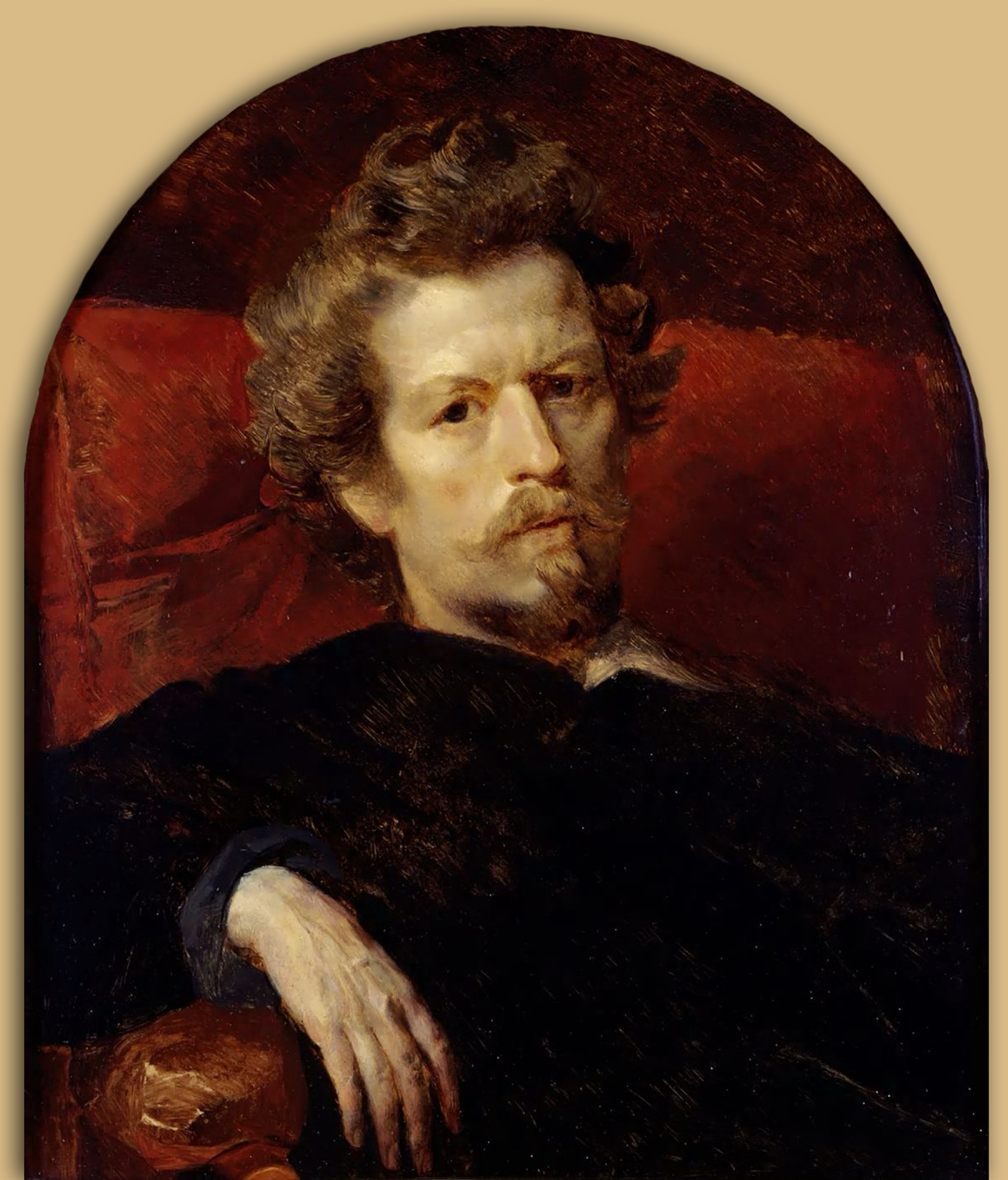
カール・ブリューロフ （1799 - 1852年）
ロシアの新古典主義からロマン主義にかけての過渡期の重要人物

- ロシア・アヴァンギャルド
- 社会主義リアリズム

### 演劇
- コンスタンチン・スタニスラフスキー
- フセヴォロド・メイエルホリド
- モスクワ芸術座
- アントン・チェーホフ

### 建築

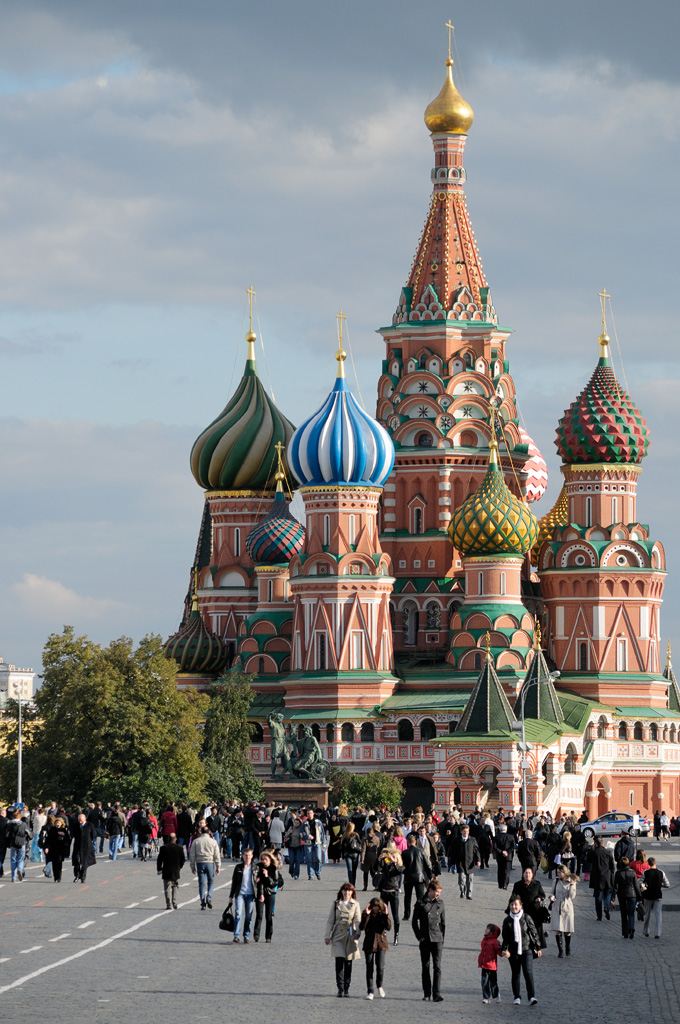
有名なロシア建築の聖ワシリイ大聖堂

- ロシア古典様式
- ロシア・バロック
- ロシア・クラシック様式
- ネオ・ロシア
- ロシアモダン様式
- ロシア構成主義
- ポスト構成主義
- 様式論争
- スターリン様式
- ソビエト様式

### 世界遺産
ロシア国内には、ユネスコの世界遺産リストに登録された文化遺産が16件、自然遺産が10件存在する（2015年の第39回世界遺産委員会終了時点）。そこには、モンゴルと共有する自然遺産が1件、リトアニアと共有する文化遺産が1件、ウクライナ、エストニア、スウェーデン、ノルウェー、フィンランド、ベラルーシ、モルドバ、ラトビア、リトアニアと共有する文化遺産1件が含まれる。

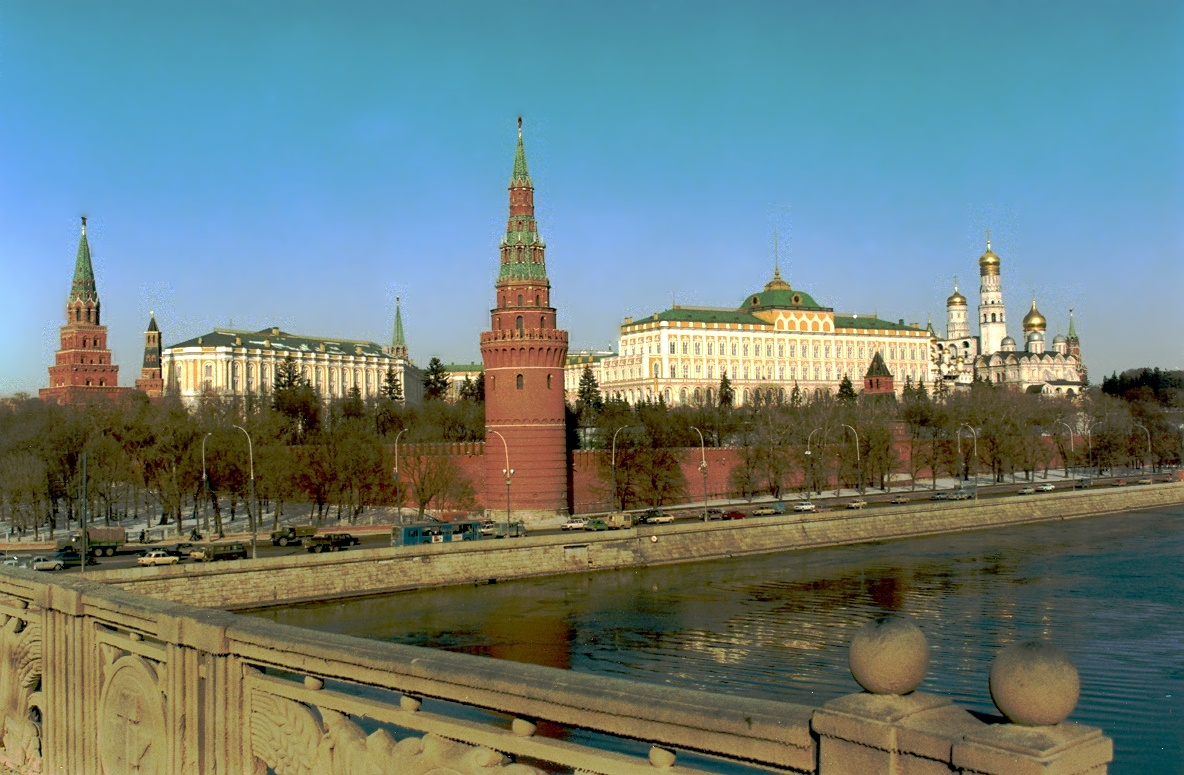
モスクワ、クレムリン宮殿
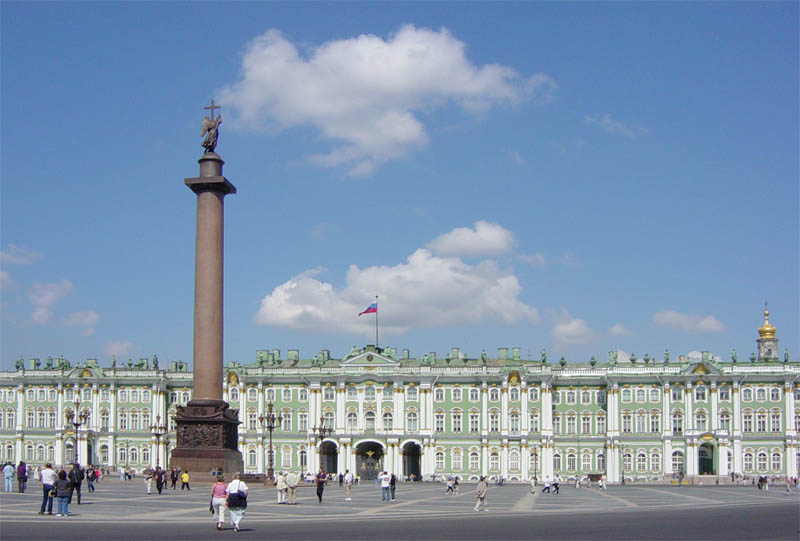
サンクトペテルブルク冬宮
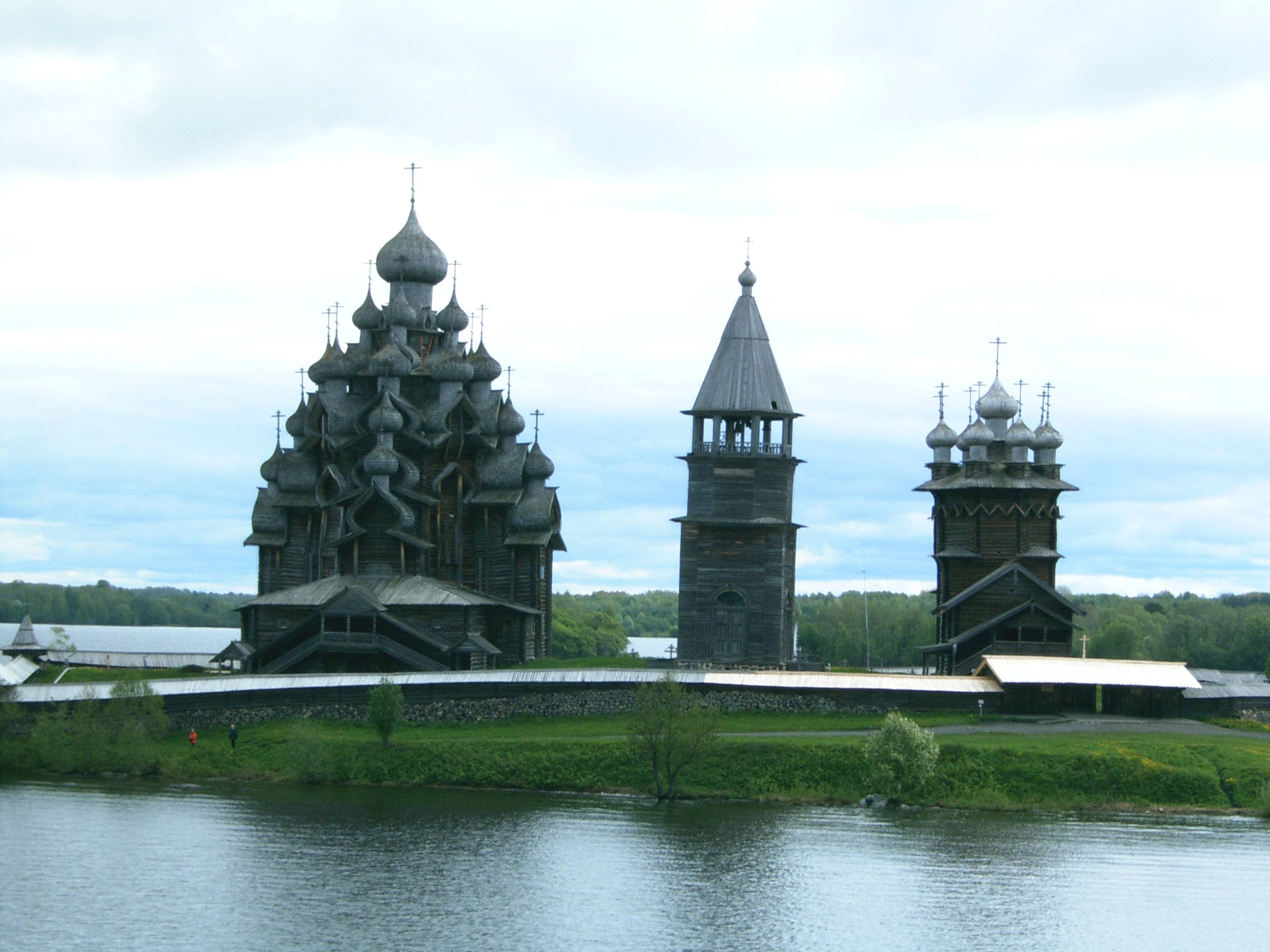
キジー・ポゴストの木造教会建築アンサンブル
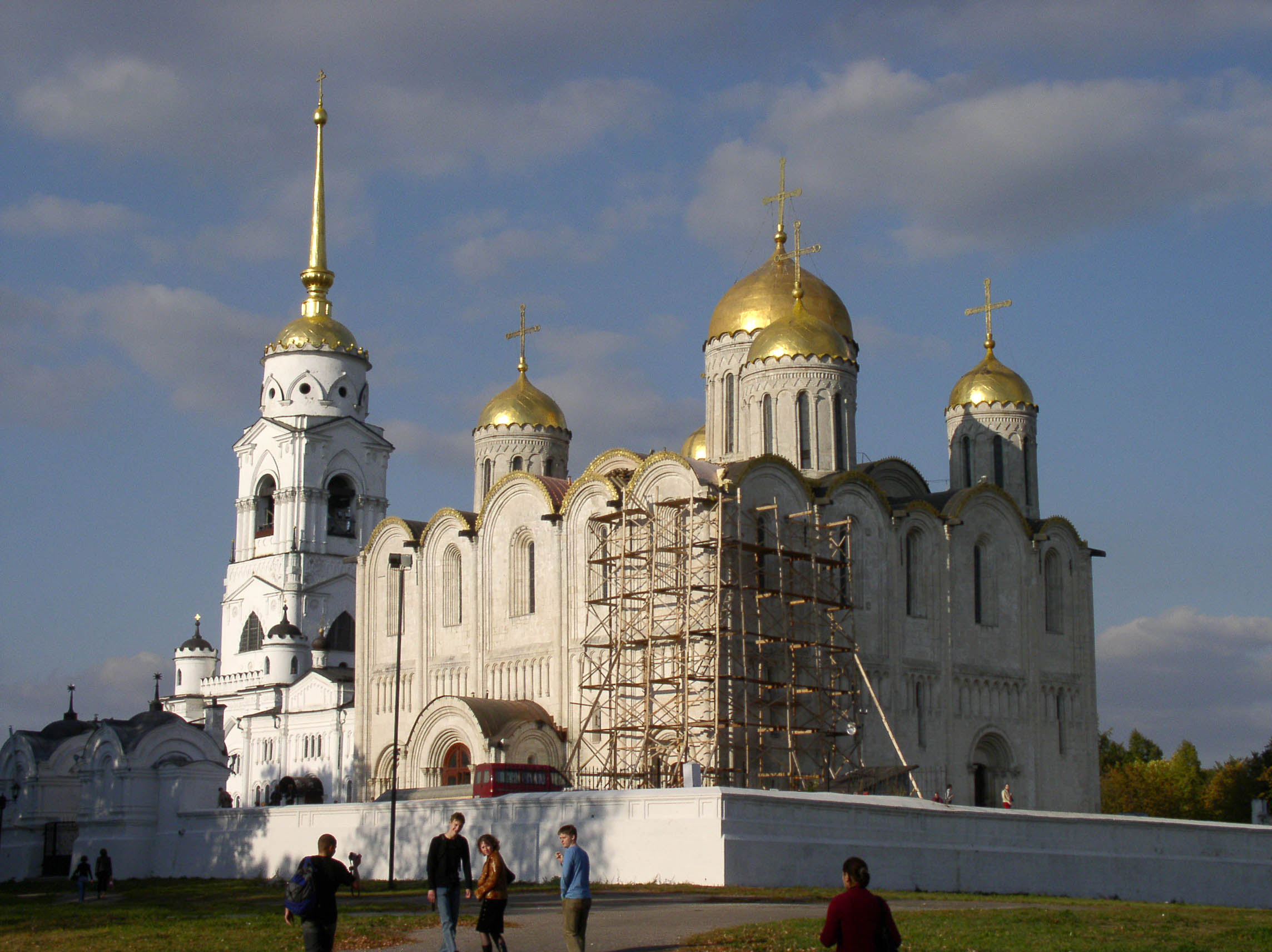
ウラディーミルの生神女就寝大聖堂
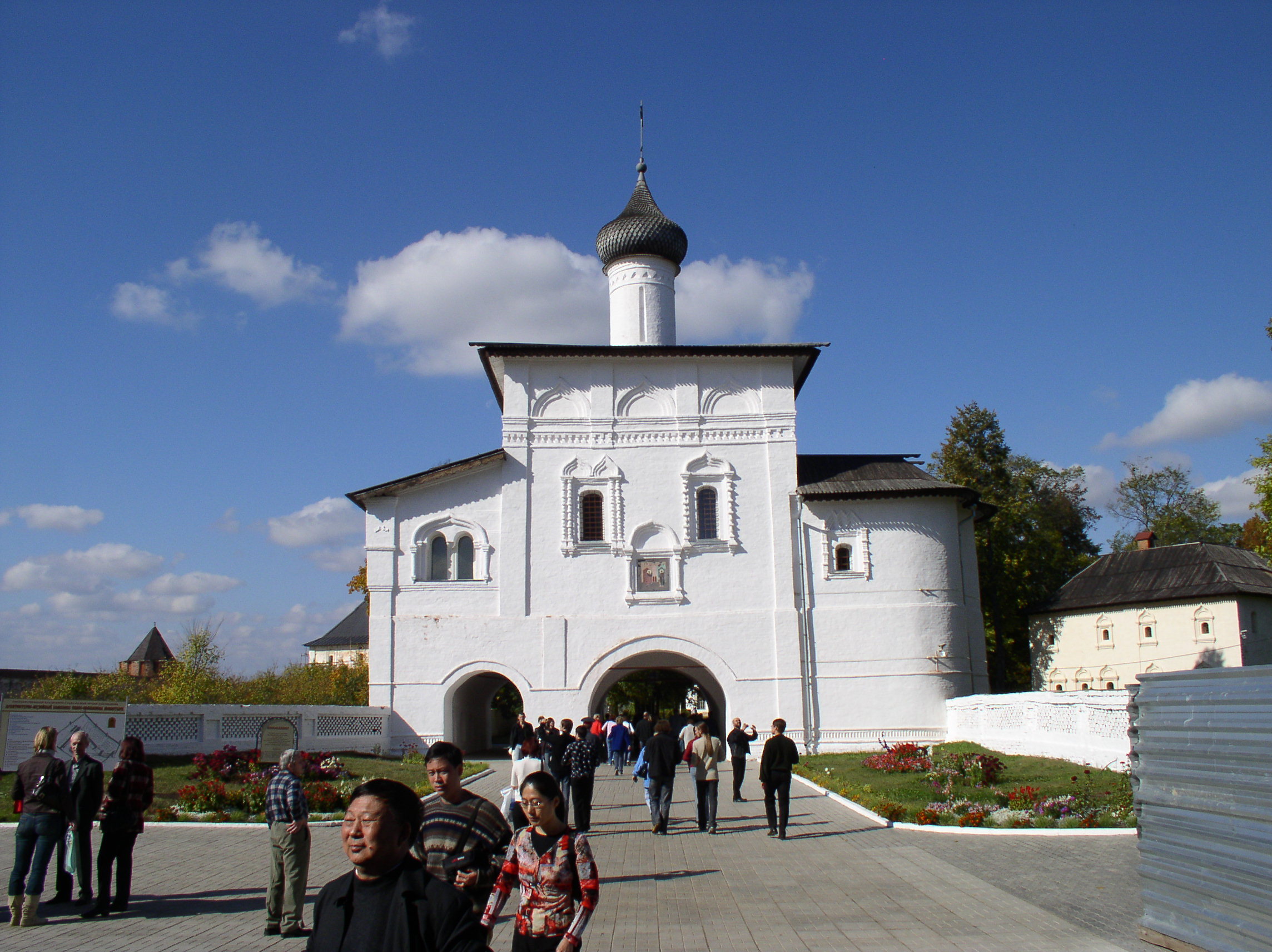
スズダリの生神女福音聖堂
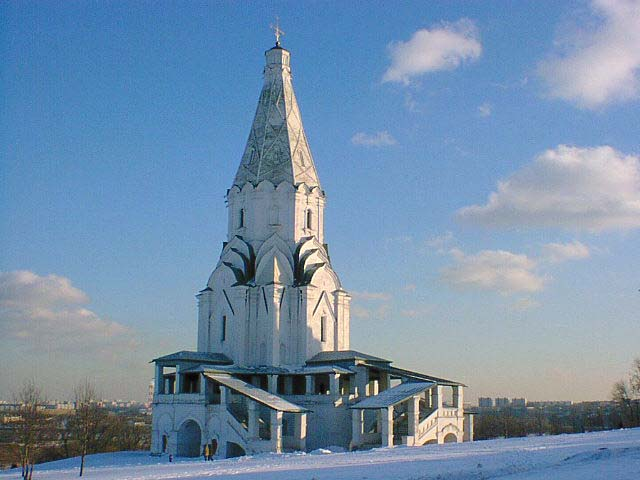
コローメンスコエの主昇天教会（ヴォズネセーニエ教会）
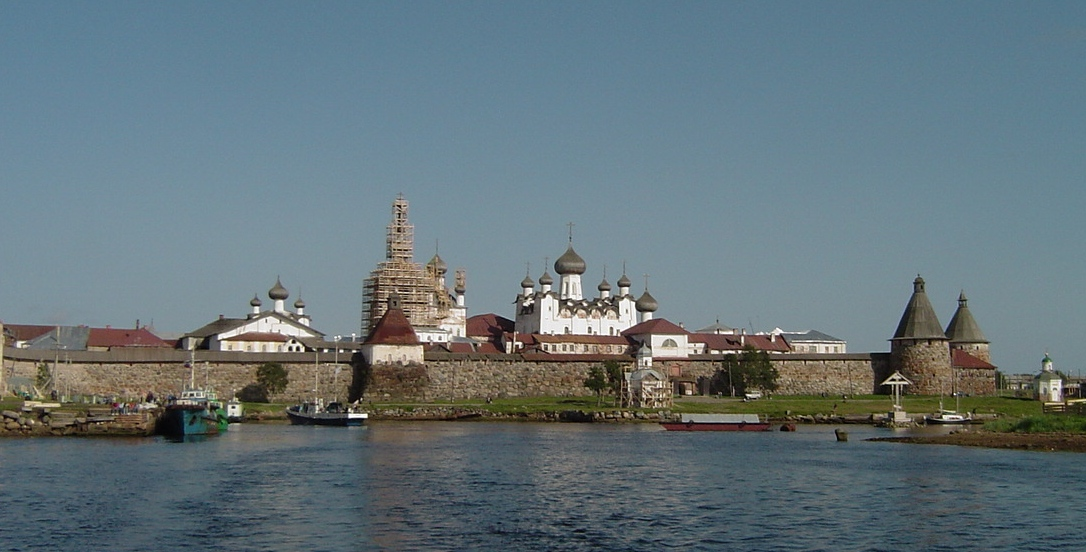
白海から臨むソロヴェツキー諸島の建築
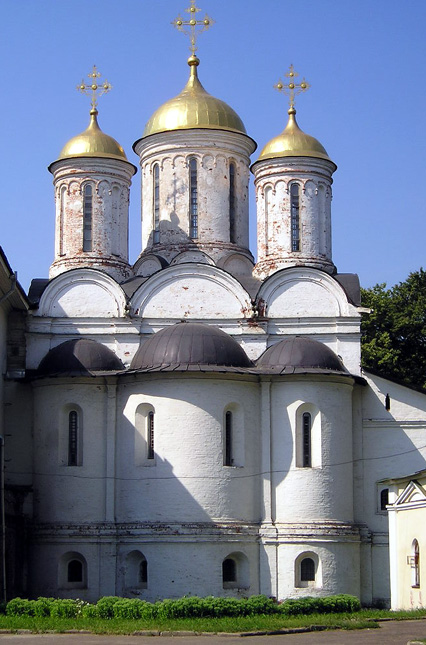
ヤロスラヴリの救世主修道院大聖堂

### 祝祭日
クリスマスが1月7日なのは、キリスト教の宗教行事はロシア正教が公認しているユリウス暦に基づいて行われていることによる（正教会ではほかにエルサレム総主教庁、グルジア正教会、セルビア正教会、アトス山などがユリウス暦を採用している）。現在の暦であるグレゴリオ暦は、歴史的にはカトリック側が作った暦となっているためである。すなわち、グレゴリオ暦（新暦）12月25日がユリウス暦（旧暦）の1月7日に相当する。2100年2月28日まではグレゴリオ暦とユリウス暦のずれは13日である。「旧正月」も同様の理由から1月14日に祝う。ソ連時代は1917年にロシア革命でソヴィエト政権が成立した11月7日が革命記念日として最大の祝日になっていたが、プーチン政権は2005年にこれを廃止し、帝政時代に「モスクワ解放記念日」となっていた11月4日を「国民団結の日」として復活させた。
| 日付            | 日本語表記         | 現地語表記                            | 備考                                                                                       |
| --------------- | ------------------ | ------------------------------------- | ------------------------------------------------------------------------------------------ |
| 1月7日          | クリスマス         | Рождество Христово                    | 正教会のクリスマス。グレゴリオ暦の12月25日に相当（2100年まで）                             |
| 1月14日         | 旧正月             | Старый Новый год                      | グレゴリオ暦の1月1日に相当（2100年まで）                                                   |
| 2月23日         | 祖国英雄の日       | День защитника Отечества              | 元々はソ連地上軍とソ連海軍の日                                                             |
| 3月8日          | 国際女性デー       | Международный женский день            |                                                                                            |
| 5月1日          | 春と労働の日       | Праздник весны и труда                | 旧メーデー                                                                                 |
| 5月9日          | 対ドイツ戦勝記念日 | День Победы                           | 1945年にナチス・ドイツがソ連などの連合国に対して無条件降伏した日                           |
| 6月12日         | ロシアの日         | День России                           | ソビエト連邦構成共和国の一つだったロシアが1990年に主権宣言を採択した日                     |
| 11月4日         | 国民団結の日       | День народного единства               | 1612年にロシア・ポーランド戦争において、ロシア国民軍がポーランド軍からモスクワを解放した日 |
| 12月12日        | 憲法記念日         | День Конституции Российской Федерации | 1993年に現行のロシア連邦憲法が制定された日                                                 |
| 12月31日-1月1日 | 年末の休日         | Новый год                             |                                                                                            |

- 7月8日家族、愛、忠誠の日（ロシア語版） ‐ 2008年7月8日に祝日と認定され、休日となっている。ロシア正教で結婚の守護聖人「聖ペテロと聖フェブロニアの日（英語版）」で、伝統的に新婚者・既婚者も結婚式を上げたりする日であった[122]。

休みにならない祝日
- 6月22日の追悼と悲しみの日（ロシア語版）は、娯楽イベント・番組などが自粛される。
- クラスナヤ・ゴールカ (祝日)（ロシア語版） ‐ 復活祭後の最初の日曜日。
- 9月13日プログラマーの日 - ロシア情報技術・通信省から2009年7月24日付で正式に認可されている。

### スポーツ

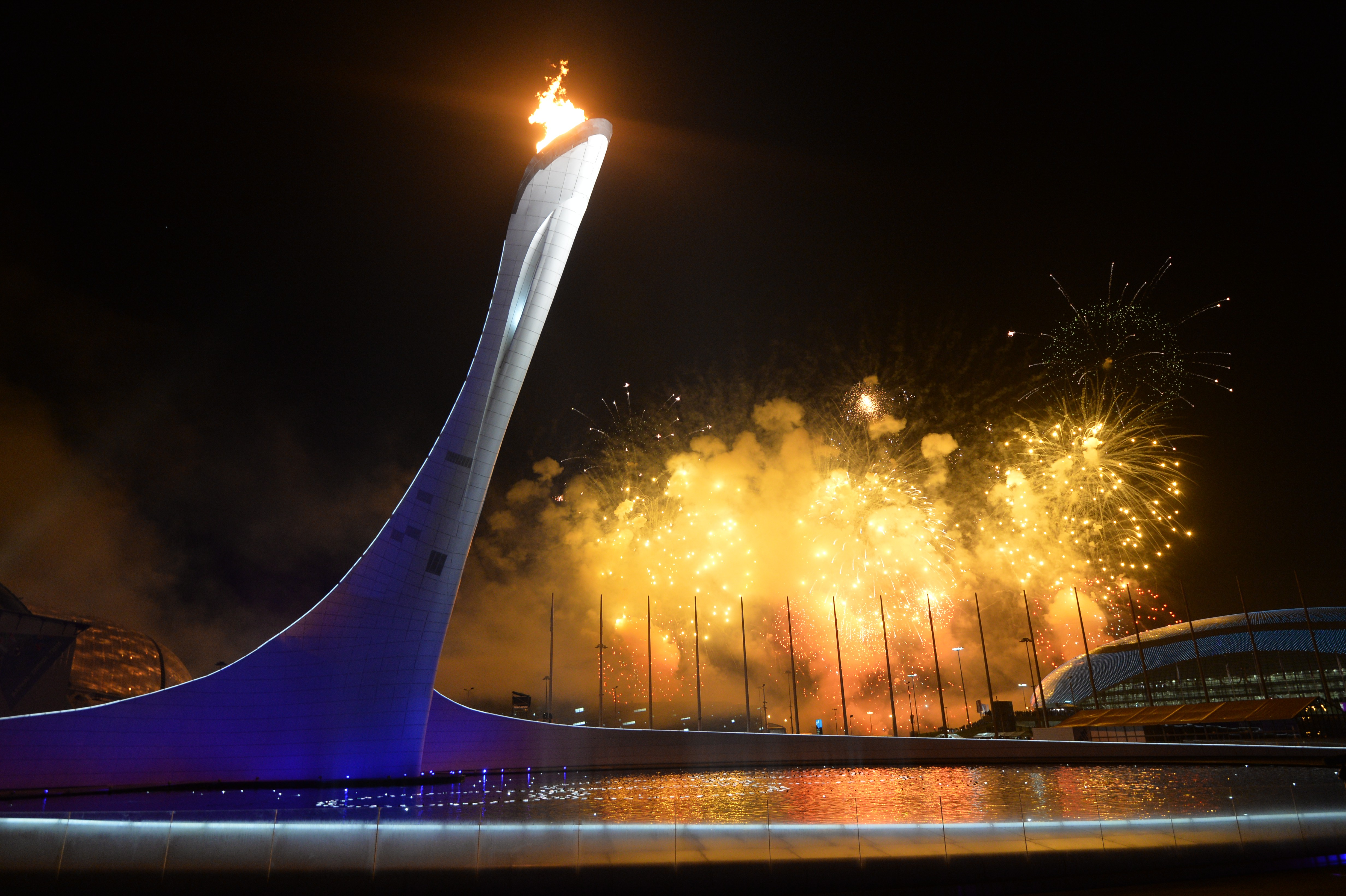
2014年ソチ五輪の聖火台

ロシアはソビエト連邦時代からオリンピックで毎回優れた成績を残しており、メダル獲得数では上位にランクされることが多い。また、ロシアは1980年モスクワオリンピックをはじめ、国際スポーツ競技大会の開催も数多い。2014年には黒海沿岸のソチで冬季オリンピック（2014年ソチオリンピック）、2018年にはFIFAワールドカップ（2018 FIFAワールドカップ）を開催している。
国内プロリーグとしては、1992年に創設されたサッカーの「ロシア・プレミアリーグ」や、2008年に創立されたアイスホッケーの「コンチネンタル・ホッケー・リーグ」などがある。また、ソ連崩壊の前後から多くのロシア人指導者が国外に移住し、陸上競技、フェンシング、体操競技、新体操、アーティスティックスイミング、フィギュアスケートなどの種目で世界各国の選手を指導している。ロシア・旧ソ連発祥のスポーツとしては、日本の柔道と西洋のレスリングなどをベースに編み出されたサンボが挙げられる。
サッカー
ロシアサッカー連合（RFU）によって構成されるサッカーロシア代表は、これまでUEFA欧州選手権には6度の出場歴があり、2008年大会ではアンドレイ・アルシャヴィンやロマン・パヴリュチェンコなどの活躍によりベスト4に輝いた。さらにFIFAワールドカップには4度の出場歴があり、2018年大会ではベスト8の成績を収めた。しかし続く2022年大会には、ロシアのウクライナ侵攻に対して国際サッカー連盟（FIFA）が代表チームに参加停止の制裁を課した為、不戦敗で予選敗退となった。
総合格闘技
レスリングはロシアの総合格闘技の重要な要素と見なされている。レスリングの次に人気のある格闘技は、ソビエト連邦で生まれたサンボである。ダゲスタン共和国はUFCで地位を確立した多数の総合格闘家を生み出している。実際にUFCで優勝した最初のロシア人およびイスラム教徒であり、無敗のまま引退したハビブ・ヌルマゴメドフは、ダゲスタンでキャリアの一部を訓練してきたことは注目に値する。国内の総合格闘技団体としては、AMC Fight Nights、ACA、Eagle FCが存在する。
ドーピング問題
ロシアはドーピング問題で国家的な関与があったとして国際的な非難がされている。2018年平昌オリンピックでは国家としての参加が認められず、ロシアの選手はOAR（オリンピック・アスリート・フロム・ロシア）という呼称で個人での参加となった。このオリンピックでは、公式記録上はOARとしての記録である。また、優勝しても国旗の掲揚や国歌の演奏はされず、代わりにオリンピック旗が掲揚され、オリンピック賛歌が演奏された。
この平昌大会から正式競技となったカーリング混合ダブルスで、当初は銅メダルを獲得したロシアのペアのドーピングが発覚しメダルを返還するなど、アンチドーピング対策が大きな課題となっている。さらに2019年に世界アンチ・ドーピング機関は、ロシアのドーピングのデータ改ざんに対して4年間国としての参加を認めない処分を決定した。それにより2021年東京オリンピックと2022年北京オリンピックでは、ROC・RPCとして大会に参加した。

## 象徴
ロシア連邦には国家を代表する象徴が多く存在している。これらの象徴の中には、かつての帝政時代やソビエト連邦時代などの歴史的背景から残っているものもあれば、さらに古い起源を持つものも含まれている。

### 国花
ロシアはヒマワリとカミツレの2種類を自国の国花に指定している。これはソ連時代から引き継がれているものである。

### 国石
ロシアの国石はガーネットである。これは帝政時代から由来するもので、当時ウラル山脈から産出されていたロードライト・ガーネットを国の象徴と定めていた点にある。

### 国獣
ロシアの国獣はユーラシアヒグマである。この理由の一つとしては、ユーラシアヒグマの生息数が最も多いのがロシアであり、現在においてウラル山脈東部やシベリア地域の森林地帯でその存在の個体群を確認できる点にある。

### ナショナルカラー
ロシア連邦は自国旗の配色として用いる、白、青、赤の3色をナショナルカラーに定めている。これは汎スラヴ主義を背景とした汎スラヴ色に基づいており、同国政府にとってその3色は民族的な観念や概念だけに止まらず、歴史上、切っても切り離せない重要なものとなっている。二次色としては緑を使用しており、緑は国内の各方面で広域に使用される配色となっている。